# Apologie de la pédophilie
L'apologie de la pédophilie est l'ensemble des actions, écrits et prises de position visant à faire accepter socialement la pédophilie ou à en faire l'apologie. Cette tendance est notamment le fait de personnes se présentant parfois elles-mêmes comme pédophiles, et profitant des réflexions sur le droit des jeunes à entretenir des relations amoureuses et sexuelles, et des débats relatifs à la réécriture des lois sur les rapports entre majeurs et mineurs. Des groupes de personnes et des individus isolés ont, dans ce contexte, notamment dans les années 1970, cherché à présenter la pédophilie comme une attirance sexuelle acceptable, ou à contester les notions de majorité sexuelle ou d'abus sexuel sur mineur. La pédophilie a parallèlement fait l'objet à l'époque de diverses formes de complaisance, médiatiques, politiques ou intellectuelles, bien qu'elle fût, déjà à l'époque, très largement réprouvée.
Cette mouvance n'a jamais atteint de reconnaissance durable et notable malgré, dans les années 1970, quelques soutiens médiatiques et politiques de portée limitée. Aujourd'hui, le « militantisme pédophile » a quasiment disparu, et la défense de la pédophilie est exclue du débat public : l'apologie de la pédophilie ne concerne plus que des milieux très marginaux, qui s'expriment principalement par le biais d'Internet.

## Éléments de contexte
Les discours pro-pédophiles sont notamment apparus aux Pays-Bas, à travers l'activité de personnes comme Edward Brongersma, docteur en droit et sénateur, et Frits Bernard, psychologue.
Edward Brongersma est condamné en 1950 à dix mois de prison en vertu de l'article 248 bis du code pénal pour relations sexuelles avec un jeune homme de 16 ou 17 ans (né en 1932 ou 1933). À cette époque, la majorité sexuelle des rapports homosexuels était de 21 ans. Grâce à son expertise en tant que juriste et sénateur, il joue un rôle important dans l'abolition de l'article 248 bis du code pénal, en application duquel il fut lui-même condamné en 1950. La pénalisation des rapports homosexuels est ramenée alors de 21 à 16 ans, soit la même limite d'âge que celle fixée aux rapports hétérosexuels. Brongersma veut aller plus loin, en proposant encore une diminution des limites d'âge et de donner aux jeunes une plus grande liberté dans leurs rapports sexuels.
Edward Brongersma et Frits Bernard sont alors membres du Cultuur en Ontspanningscentrum (Centre de culture et de récréation, aujourd'hui COC Nederland), association de défense des droits des homosexuels, et ayant lutté pour la mise à égalité des majorités sexuelles.
Cependant, Edward Brongersma et Frits Bernard souhaitent aller plus loin. Constatant le peu de travaux consacrés à la pédophilie et souhaitant la faire accepter socialement, Brongersma et Bernard écrivent de 1959 à 1964 plusieurs articles présentant la pédophilie sous un jour positif dans Vriendschap (Amitié), la revue du COC. Ils ne parviennent cependant pas à obtenir du COC la création d'un groupe de travail interne sur le sujet.
Les positions d'Edward Brongersma et Frits Bernard sont alors marginales. En outre, l'écrivain français Gabriel Matzneff mentionne dans son journal intime sa rencontre à Manille — où lui-même pratiquait le tourisme sexuel — avec un Edward Brongersma à la recherche de contacts avec « les jeunes personnes les plus jeunes ».
L'Association néerlandaise pour la réforme sexuelle (Nederlandse Vereniging voor Seksuele Hervorming, NVSH), tête de proue du mouvement pour les libertés sexuelles, a alors, de l'aveu de Frits Bernard, une attitude très critique envers les pédophiles. À la même époque, Bernard fonde à La Haye l’Enclave Kring (Cercle de l'Enclave). Ce groupe se définit comme un mouvement visant à « briser les préjugés sur les conséquences des contacts et relations sexuels entre mineurs et adultes, fournir des informations et conseils à ce sujet et mettre en place un programme d’assistance direct ». Une maison d’édition du même nom est fondée en 1958, afin de propager les idées du groupe. Cependant, l’audience de l’Enclave Kring reste très faible et ne dépasse guère les cercles d'initiés néerlandais ou allemands, bien que, selon Bernard, le groupe aurait développé des contacts dans différents pays.
À partir de 1969, en raison de l'évolution sociétale et de la radicalisation de certains discours politiques ou intellectuels, les positions de la NVSH changent. Un groupe de travail sur la pédophilie y est formé, avec pour membres Frits Bernard, Edward Brongersma, Ids Haagsma, Wijnand Sengers et Peter van Eeten. Ce groupe publie en 1972 Sex met kinderen (Le sexe avec les enfants), ouvrage qui se présente comme le bilan de dix années de recherches sur les relations sexuelles entre adultes et enfants. L’ouvrage fait parler de lui aux Pays-Bas. Les auteurs contestent le caractère forcément nocif des relations sexuelles entre enfants et adultes et souhaitent le retrait de la pédophilie des listes de troubles mentaux et l'abolition des majorités sexuelles généralement fixées à 14 ou 15 ans. Cependant, jusqu’au milieu des années 1970, peu de personnes s’intéressent à la « défense de la pédophilie » en dehors des Pays-Bas et de l’Allemagne de l'Ouest.

### Discriminations envers les homosexuels en France et au Québec
En France, dans le contexte de la révolution sexuelle, les discriminations envers les homosexuels, parfois condamnés pour le simple fait d'avoir eu des relations avec des mineurs de moins de 21 ans ou d'à peine moins de 18 ans, sont dénoncées. La pédophilie n’en demeure pas moins condamnée par l’ensemble de la société.
En France, jusqu'en 1974, la majorité sexuelle pour les homosexuels est de 21 ans, et jusqu'en 1982, de 18 ans.
Dans un article publié dans Libération en décembre 1981, l'écrivain Guy Hocquenghem, signataire des différentes pétitions relatives à la majorité sexuelle et militant pour l'abrogation d'une part des dispositions relatives aux rapports entre majeurs et mineurs et la fin de la discrimination entre homosexuels et hétérosexuels, rappelle que « pour avoir couché avec des mineurs consentants de plus de 15 ans, cent soixante-deux personnes étaient condamnées en 1978 à des peines allant de six mois à trois ans de prison et de 60 à 20 000 F d’amende. Chiffre en diminution, certes, par rapport à 1968 (419) mais en augmentation depuis 1977. »
Comme l’explique Hocquenghem dans son livre intitulé Le désir homosexuel, cette discrimination visant les homosexuels est due à la persistance de lois datant de Vichy, qui ne furent pas abrogées à la Libération :
« En France, il n’y a pas de condamnation pour homosexualité jusqu’à Pétain. La première date du 6 août 1942 : ‟Sera puni d’un emprisonnement de six mois à trois ans et d’une amende quiconque aura pour satisfaire ses propres passions, commis un ou plusieurs actes impudiques ou contre nature avec un mineur de son sexe âgé de moins de 21 ans.‟ (…) Ce qu’il faut bien appeler la Loi Pétain-De Gaulle fut adoptée dans cette époque de libéralisation, d’espoir et de progrès qu’était la Libération, sur proposition d’un député Démocrate-chrétien. »

À propos des déclarations de Guy Hocquenghem, le théoricien queer Paul B. Preciado expliquera en octobre 2020 :
N’oublions pas (...) que l’homosexualité était criminalisée, donc toute rencontre entre deux personnes de même sexe était criminelle et pathologique. (…) Hocquenghem demandait simplement le droit, en tant que gamin de 16 ans, à s’exprimer sexuellement sans être importuné par la police.
Au Québec, les milieux homosexuels commencent à militer en 1976 pour l'abaissement de l'âge de la majorité sexuelle, qui est alors située à 21 ans  pour les homosexuels  car à l’approche de l’organisation des Jeux olympiques d'été de 1976 à Montréal, les descentes policières se multiplient, en particulier l’arrestation de 89 personnes au Sauna Neptune, en mai 1976, suivie de la création du Comité homosexuel anti-répression (CHAR), en mai 1976, ce qui a également créé l'émotion dans les milieux homosexuels en France où la loi de 1974 opère aussi une discrimination de majorité sexuelle, abaissée à seulement 18 ans contre 15 ans pour les hétérosexuels).
Cependant, au Québec comme en France, un militantisme pédophile revendicatif et marginal, cherchera à prendre appui sur ces réflexions pour attirer l'attention des médias et faire avancer sa cause.

### La révolution sexuelle

#### Pays-Bas
Au début des années 1970, c’est aux Pays-Bas que sont écrits la majorité des articles à propos de la pédophilie (la plupart cherchant à définir l’impact à court et long terme des relations sexuelles entre enfants et adultes sur les premiers), à partir de points de vue théoriques comme pratiques, par Frits Bernard, le psychologue Theo Sandfort, l’avocat et homme politique Edward Brongersma ou le psychologue Frans Gieles. Les données utilisées par ces auteurs proviennent de pédophiles en analyse, et d’entretiens avec des adultes et des jeunes ayant eu des relations sexuelles avec des adultes dans leur enfance ou leur adolescence. Bernard affirme en 1988 qu’à cette époque, en tant que psychologue et expert appelé souvent en Cour de justice, il a interrogé et analysé « plus d'une centaine d'adultes pédophiles et environ trois cents enfants et adolescents ayant eu des contacts sexuels avec des adultes ». Au sein de l’Association Néerlandaise pour la Réforme Sexuelle (NVSH), le Studiegroep Pedofilie (Groupe d'études sur la pédophilie) rassemble des spécialistes de l'enfance, des psychiatres, des juristes, et fournit un important travail d’information.
Le 22 juin 1979, la NVSH et d’autres organisations néerlandaises envoient au parlement du pays et au ministre de la justice une lettre et une pétition demandant la légalisation des rapports sexuels consentis entre enfants et adultes. La pétition est signée notamment par l’Association hollandaise pour l'intégration des homosexuels (COC), ainsi que par des organisations politiques comme le Parti socialiste pacifiste et par diverses personnalités. Les pédopsychiatres de la Société psychiatrique néerlandaise s’opposent à la décriminalisation des rapports sexuels enfants-adultes en arguant que cela risquerait d’affaiblir l’autorité parentale.
L’année suivante, la COC déclare que la cause des pédophiles est liée à celle des homosexuels et que la libération des homosexuels ne sera jamais complète sans la « libération des enfants et des pédophiles ». En 1981, la « Fondation néerlandaise protestante pour un développement familial responsable » (PSVG) édite et distribue dans les écoles élémentaires néerlandaises des dizaines de milliers de copies d’un livret illustré intitulé Pedophilia, pour prévenir les enfants de ce qu’est la pédophilie. Jusqu’au début des années 1980, les défenseurs de la pédophilie se disent satisfaits des progrès de leur discours aux Pays-Bas ; Edward Brongersma affirme en 1984 : « Aux Pays-Bas, la pédophilie est discutée objectivement pendant les cours d’instruction des académies de police. Là, tout comme dans les universités, on s’efforce d'en finir avec les préjugés. »

#### France
En France, la défense de suspects de pédophilie, même face à de supposés abus judiciaires, est alors "très minoritaire dans l'opinion publique", selon la thèse présentée en 2018 par le psychiatre Romain Pages. En outre, comme le remarquent les rédacteurs de la revue Lundimatin, cette défense d'individus accusés d'attentats à la pudeur n'est pas nécessairement une apologie des actes commis, mais une mise en question de l'âge de la majorité sexuelle, ainsi qu'une contestation du fait que des actes ne relevant pas du viol soient considérés comme des crimes, passibles de la cour d'assises, et justifient une longue incarcération préventive.
En parallèle, des pédophiles tentent d'utiliser ces pétitions pour légitimer la pédophilie. L'écrivain Gabriel Matzneff, l'un des signataires des pétitions fait ouvertement l’apologie de la pédophilie dans ses œuvres. Bien que présent dans les médias, son œuvre reste cependant relativement confidentielle, à quelques exceptions près, comme son roman Ivre du vin perdu, qui s'écoule à 20 000 exemplaires.
Le 7 mai 1977, un encart publicitaire dans Libération, passé par un proche de l'un des trois accusés (Bernard Dejager, Jean-Claude Gallien et Jean Burckhardt) dans l'Affaire de Versailles, y annonce la création d'un "Front de libération des pédophiles" (FLIP). Ce dernier ne se réunira que deux ans plus tard en 1979. Cette réunion de pédophiles, tentant de rebondir sur la publication des pétitions, ne regroupe qu'une trentaine de personnes, la plupart intéressées par une aide juridique. Le FLIP disparaîtra après sa première réunion.

##### Avant 1974
Dès le milieu du XXe siècle, le statut particulier des intellectuels en France avait permis, à une époque où la majorité sexuelle était fixée à 13 ans (soit avant août 1942 pour l'homosexualité, et avant juillet 1945 pour l'hétérosexualité), à certains écrivains comme Henry de Montherlant ou André Gide d’assumer leurs goûts sexuels pour les jeunes garçons sans être inquiétés ou à d'autres comme Roger Peyrefitte, d’en retirer un succès de scandale dans les années 1950,, voire de tenir des discours présentant la pédophilie de manière positive à partir des années 1960. L'écrivain Tony Duvert publie son premier roman, Récidive, en 1967. Il est régulièrement publié par les éditions de Minuit mais en tirages volontairement réduits, sans service de presse ni promotion en raison de la pornographie qui s'insère dans certaines scènes de ses romans. Comme il ne peut vivre de sa plume, les éditions de Minuit lui trouvent un emploi de salarié.
En 1971, les rédacteurs et lecteurs de Télérama et Télé 7 jours déplorent, "au nom de la liberté d’expression", la suppression par l'ORTF d'une émission animée par Michel Polac ayant traité factuellement de l'inceste, tout en affirmant que le thème y était traité "avec une bien grande légèreté" qui "avait de quoi choquer". Pour l'historien Jean-François Sirinelli, de vifs débats ultérieurs à l'affaire Gabrielle Russier sont relancés en 1977 « avec des intentions et des arrière-pensées multiples ». Les protagonistes avaient en effet en tête certaines affaires polarisantes, comme celle du suicide en septembre 1969, de Gabrielle Russier, une professeure qui, à la suite d'une liaison amoureuse avec un de ses élèves alors âgé de seize ans, sera condamnée à un an de prison avec sursis pour enlèvement et atteinte sexuelle sur mineur, et se suicidera en raison du harcèlement. Beaucoup de personnes sont alors marquées par la chanson de Charles Aznavour Mourir d'aimer, par celle d'Anne Sylvestre Des fleurs pour Gabrielle, et par le film homonyme avec Annie Girardot, lui aussi inspiré de l'affaire Gabrielle Russier, qui fait 6 millions d'entrées.

Selon le chercheur Antoine Idier, cette affaire marque alors l'opinion, et explique en partie l'émergence de débats sur la répression des relations entre majeurs et mineurs.
Le rappel de l’affaire Gabrielle Russier (auquel Le Monde a consacré une série d’articles cet été), qui est alors dans tous les esprits, est particulièrement éclairante à cet égard. Gabrielle Russier est cette enseignante d’un lycée de Marseille, née en 1937, qui s’est suicidée en septembre 1969 à la suite de sa condamnation pour une relation amoureuse sur fond de Mai 68 avec un de ses élèves, Christian Rossi, âgé de 16 ans.
Christian Rossi était consentant, il n’a cessé de le répéter et il ne cessera de dire son amour pour Gabrielle Russier, par-delà sa mort. (...) Or, Christian a 16 ans, c’est-à-dire que le code pénal l’estime capable de donner son consentement à une relation amoureuse, sentimentale et/ou sexuelle (ce qui n’aurait pas été le cas si l’enseignant était un homme). (...)

Toujours est-il que le procès puis le suicide de la professeure entraînent un vaste mouvement de soutien, qui dépasse le clivage gauche/droite. Et que c’est précisément ce genre d’affaires que vise la lettre ouverte de 1977 .

##### Quatre livres sur l'enfance et la sexualité publiés en 1974 et 1975
C'est en 1974-1975 que quatre livres sur la sexualité infantile et sur la possibilité ou l'impossibilité des rapports entre majeurs et mineurs sont publiés. Deux de leurs auteurs seront invités dans l'émission Apostrophes lancée en février 1975 par Bernard Pivot, un ancien chef de service au Figaro, producteur à l'ORTF depuis 1973, mais seul l'un d'eux pourra s'y rendre.
Tony Duvert, qui a remporté le prix Médicis en 1973, publie en 1974 Le Bon Sexe illustré, son premier essai ouvertement pédophile : écrit en réaction au succès rencontré par L'Encyclopédie de la vie sexuelle chez Hachette, il stigmatise les méthodes d’éducation sexuelle, et, plus globalement, d’éducation.
Le philosophe René Schérer, spécialiste de l'enfance, professeur au Centre universitaire expérimental de Vincennes, publie Emile perverti en 1974. Chantre d'une réinvention de la pédagogie et de la relation enfant-adulte, il analyse le « système de l'enfance », c'est-à-dire la manière dont est instituée une surveillance permanente de l’enfant. René Schérer parle à ce sujet du panoptique de l’enfance, peu avant que Michel Foucault n’étende, dans Surveiller et punir, ce concept à tout le champ de la société disciplinaire. Selon Schérer, cette interdiction de tout acte sexuel de l'enfant vise à lui faire intégrer l'idée de la sexualité adulte, hétérosexuelle et génitale comme norme à atteindre. Pourtant, argumente Schérer, « Il n'y a pas deux sexualités, celle de l'enfant et celle de l'adulte, qui sert de but et de norme, mais une seule, non celle de l'adulte, certes, mais la sexualité prise en un réseau de tensions qui, hors de l'adulte, commence à projeter “l'enfant” et à le constituer ». Il dénonce l'« action infantilisante » de l'école et interroge les conclusions d'auteurs comme Françoise Dolto sur le caractère nocif pour les enfants des actes sexuels et de la promiscuité avec les adultes. Accusé de faire l'apologie de la pédophilie, Schérer précisera qu'il ne s'agissait pas de l'objet de son propos, qui était plutôt de critiquer la mise à distance du corps dans la pédagogie, et la surveillance permanente de l'enfant qui l'empêche de réaliser ses passions.
Certains milieux intellectuels ou militants politiques apportent leur soutien à l’idée que les enfants doivent pouvoir vivre leur sexualité, au moins entre eux et, parfois, dans le cadre de relations inter-générationnelles.À la fin de l'année, Gabriel Matzneff publie quant à lui Les Moins de seize ans, pamphlet exaltant l’amour pour les tout jeunes adolescents, allant jusqu’à évoquer des amours vécues avec des garçons de douze ans. La critique du livre dans Le Monde le 25 octobre 1974 estime ironiquement que Matzneff est "un vilain monsieur heureux de l'être" qui "puise son équilibre" dans "la clandestinité, le danger, la transgression" car "la cause est entendue : psychiatres, juges, mères de famille, voire les homosexuels respectables, c'est-à-dire ceux qui ne s'attaquent  pas aux chères têtes blondes et qui réclament un statut honorable, le statut de Monsieur Tout-le-Monde, en conviennent". Un peu plus tard, Le Monde écrira en 1977 que Gabriel Matzneff "indispose ou même irrite le milieu intellectuel, c'est un euphémisme, car ses livres et ses articles entraînent fréquemment des réponses hargneuses, quand ce n'est pas haineuses" et observe que "lui-même avoue être un outsider".
Son ton provocateur à Apostrophes du 12 septembre 1975, émission littéraire créée quelques mois plus tôt, choque « à droite comme à gauche et les bien-pensants ne supportèrent pas », affirment ses admirateurs, tandis qu'un père de famille, choqué, porte plainte,,. Dans une « Tribune libre » du 8 novembre 1976 dans Le Monde, Gabriel Matzneff dénonce le « silence des intellectuels », la « discrimination » la « gêne, teintée de réprobation », qui font de lui « un homme isolé » malgré les attaques qu'il a subies après son passage à l'émission Apostrophes.
En avril 1975, Daniel Cohn-Bendit publie Le Grand Bazar dans lequel un chapitre, « Little big men », est consacré à la « sexualité des enfants ». Le livre coïncide avec une campagne menée par le quotidien Libération pour qu'il soit autorisé à rentrer en France. Le tirage du livre est modeste, quelques dizaines de milliers d'exemplaires, mais c'est la première fois qu'un quotidien national, même d'audience encore confidentielle avec seulement 30 000 lecteurs, rend compte d'un tel livre. Malgré son invitation à l'émission Apostrophes en 1975, Daniel Cohn-Bendit n'obtiendra le droit de rentrer en France qu'en 1978.
Ces publications sont alors soutenues par des éditeurs qui s’inscrivent souvent dans une perspective se voulant provocatrice ou d'incitation à la réflexion, plus que dans la justification d’un goût particulier.

##### Réflexions militantes à propos de la sexualité des enfants et adolescents
Dans un contexte où les rapports homosexuels avec des mineurs de moins de 21 ans (jusqu'en 1974) et de moins de 18 ans (jusqu'en 1982) sont férocement réprimés, le Front Homosexuel d'Action Révolutionnaire s'oppose à l'interdiction des rapports entre majeurs et mineurs, mais en se basant sur la parole des lycéens. Comme l'écrivent les chercheurs Jean Bérard et Nicolas Sallée : 
En France, un Front de libération de la jeunesse est créé au sein du FHAR. Discutant de l’âge de la majorité sexuelle, il adopte comme slogan de manifestation : "les mineurs ont envie de se faire baiser".
Ces positions favorables au droit à la sexualité des mineurs, à distinguer de la défense des abus sexuels commis par des adultes, créent des tensions avec d'autres militants et intellectuels, et notamment avec le sexologue Gérard Zwang. En 1975, des militants et sympathisants du FHAR empêchent la Société française de sexologie clinique, créée par Zwang, de siéger à l'université de Vincennes.

En 1976, René Schérer et Guy Hocquenghem, deux homosexuels connus d'extrême-gauche, dirigent un numéro de la revue confidentielle Recherches sur l’enfance et l’éducation, intitulé Co-ire. Ce numéro est une réflexion, à partir de romans, poèmes et contes, sur les représentations autour de l'enfance. Les considérations à propos des désirs des enfants, y occupent une place importante. Vingt-cinq années plus tard, en 2001, dans le contexte d’une polémique liée à la redécouverte d’un livre de Daniel Cohn-Bendit, où Co-ire est exhumé comme un ouvrage complaisant avec la pédophilie, et désigné dans Libération comme un « livre sur la liberté sexuelle de l’enfant ». René Schérer envoie un droit de réponse intitulé « Non à l'amalgame », dans lequel il explique sa vision du texte :
Ce que nous avons écrit en 1977 concerne beaucoup moins la sexualité, qui est effectivement l’objet du discours dominant d’alors, que la situation, l’"institution" de l’enfance avec son encerclement disciplinaire de contrôle permanent, son installation dans le "panoptique", comme je l’avais déjà indiqué en 1974 dans Émile perverti. C’est dans ce cadre d’une pédagogisation intégrale que nous faisons apparaître comme un élément d’émancipation et de libération l’intervention du fameux "pédérastre" où la modulation, l’inclassable différence du "r", empruntée à Genet, introduit l’élément d’humour, de distanciation, avec lequel tout ce qui concerne la "sexualité" proprement dite est à comprendre »
En avril 1978, invité avec Guy Hocquenghem dans l’émission Dialogues sur France Culture, Michel Foucault dénonce le cadre juridique qui « vise à protéger les enfants en les confiant au savoir psychanalytique », à nier l'existence de leur désir sexuel et à postuler la sexualité avec les adultes comme dangereuse pour eux. Pour Michel Foucault, postuler, dans le cadre judiciaire, qu'un enfant serait par essence non consentant amène à ceci : "On les croit non susceptibles de sexualité et on ne les croit pas susceptibles d'en parler". La parole de l'expert psychiatrique se substitue à la sienne, alors que seule la parole de l'enfant permet "d'établir à peu près quel a été le régime de violence ou de consentement auquel il a été soumis". Quant à lui, Guy Hocquenghem déclare :
Nous ne nous considérons pas de toute manière comme des législateurs, mais simplement comme un mouvement d’opinion qui demande l’abrogation d’un certain nombre de textes législatifs. Sans en fabriquer de nouveaux, ce qui n’est pas notre rôle. Quant à cette question du consentement, je préfère les termes qu’a employés Michel Foucault : écouter ce que dit l’enfant et lui accorder un certain crédit.
En 2020, revenant sur cette émission, deux journalistes de France culture écrivent sur le site de la station que Michel Foucault et Guy Hocquenghem "défendaient la pédophilie". À l'inverse, l'historien du droit Jean Bérard rappelle que  
les expressions militantes des années 1970 [...] n’ont pas manqué de faire une place au questionnement sur l’articulation entre consentement et rapports de pouvoir. Eric Fassin montre que Foucault voit bien le problème et exprime un « dilemme » davantage qu’une position. Les militants s’interrogent sur ce qui doit être considéré comme relevant de la « libération sexuelle ».

## Les pétitions de 1977, 1979 et 2001
Les pétitions concernant la majorité sexuelle en France, liées à l'Affaire de Versailles, signées entre 1977 et 1979, alors qu’une réforme du Code pénal français était en cours de discussion au Parlement, par divers intellectuels, personnalités et médecins, ont été montrées du doigt au début des années 2000 lors de la polémique sur les écrits de jeunesse du député européen Daniel Cohn-Bendit, puis à la suite de la publication du livre de Vanessa Springora, Le Consentement, à propos de Gabriel Matzneff.
En novembre 1976, après être passé à l'émission Apostrophes, l'écrivain Gabriel Matzneff se plaint dans une tribune libre au Monde de n'y avoir pas été soutenu, et y révèle l'affaire de Versailles en masquant les faits pédocriminels ayant causé trois ans détention préventive aux trois inculpés (Bernard Dejager, Jean-Claude Gallien et Jean Burckhardt), qu'une pétition appelle ensuite à soutenir en janvier 1977, le mois où parait la Charte des enfants, livre de trois animateurs d'une émission sur Europe1, Jean-Michel Desjeunes, Philippe Alfonsi et Bertrand Boulin, fils du ministre du travail Robert Boulin et très proche ami Gabriel Matzneff, avec qui il dîne fréquemment. Le livre demande l'abrogation du délit de détournement de mineurs , tandis que Guy Hocquenghem appelle discrètement les philosophes à signer la pétition secrètement rédigée par son ami Gabriel Matzneff.
Le même mois Jean-Luc Hennig commence à écrire dans Libération sur le corps érotique de l'enfant, même si "ça faisait un peu scandale dans la rédaction", tout en prenant un charge une rubrique Courrier des lecteurs désormais gratuite et progressivement ouverte aux contenus pédophiles, avec une « Lettre ouverte à tous les pédophiles » en février 1977 puis une autre, le 24 mars, plaidant pour la sexualité des enfants et une troisième en mai 1977 annonçant la création d'un "Front de libération des pédophiles",, peu avant la parution en juillet 1977 du Nouveau Désordre amoureux d'Alain Finkielkraut, livre qui louange l'« apologie de la sexualité avec les enfants » des livres précédents de Tony Duvert. Cette nouvelle orientation choque les milieux féministes, qui s'en alarment dans Libération en mai 1977 mais sans y obtenir la même place que les pédophiles.
L'une des pétitions proposait d'accélérer les procédures pénales sanctionnant les relations sexuelles avec des mineurs, en recourant à des juges professionnels, et dénonçait la discrimination contre les homosexuels dont la majorité sexuelle en France n'avait été abaissée qu'à 18 ans en 1974 contre 15 ans pour les hétérosexuels. Les deux autres protestaient contre la durée de la détention préventive subie par des suspects dans deux affaires d'  « attentat à la pudeur sans violence » couvertes par le secret de l'instruction, dont la presse n'aura les détails que lors de l'audience publique au Tribunal. Il s'agissait essentiellement d'appeler à accentuer la différence de jugement entre les viols et les "attentats à la pudeur sans violence".
Ces premières pétitions sont publiées lors de l'Affaire de Versailles, avec trois suspects (Bernard Dejager, Jean-Claude Gallien et Jean Burckhardt) d'attentat à la pudeur, notion remplacée en 1994 dans la loi française par l'atteinte sexuelle sur mineur de 15 ans et l'agression sexuelle sur mineur de 15 ans. Oubliées pendant un quart de siècle, elles sont de nouveau l'objet du débat public quand Daniel Cohn-Bendit répond aux journaux qui ont publié en janvier 2001 des extraits jugés pédophiles de son livre de 1975, en évoquant « le contexte des années 1970 » et des pages « dont nous devons avoir honte » dans Le Monde du 22 février 2001.
À propos de l'une des pétitions les plus polémiques, rédigée par Gabriel Matzneff, le 16 janvier 2020, Vanessa Springora, invitée dans l'émission La Grande Librairie y a souligné, tout comme le sociologue Pierre Verdrager et le magistrat Jean-Pierre Rozencsveig, en réponse à une question de l'animateur François Busnel, que les motivations étaient très différentes d'un signataire à l'autre, la plupart voulant dénoncer la discrimination contre les homosexuels, sans savoir que Gabriel Matzneff, qui se définissait comme pédophile et avait lui-même des relations sexuelles avec des adolescents et des enfants, avait participé à la rédaction du texte.

### Les deux pétitions de 1977 dansLe Monde
Le 8 novembre 1976, une « Tribune libre » de Gabriel Matzneff dénonce ces trois ans de détention préventive, la « discrimination » contre les homosexuels par le Code pénal, le « silence » des intellectuels et la « gêne, teintée de réprobation », qui font de lui « un homme isolé » malgré les attaques et la plainte d'un téléspectateur, après son premier passage à la nouvelle émission de télévision littéraire de Bernard Pivot, Apostrophes, le 12 septembre 1975. Matzneff dit avoir rencontré un des trois hommes arrêtés à l’automne 1973. Le 22 novembre 1976, Le Monde signale « de nombreuses réactions de nos lecteurs pour la plupart critiques, voire hostiles et quelquefois indignées » à la « Tribune libre » de Gabriel Matzneff et en publie trois.
Le Monde publie le 26 janvier 1977, veille du procès de l'Affaire de Versailles, un « communiqué » estimant que « trois ans, ça suffit » pour Bernard Dejager, Jean-Claude Gallien et Jean Burckhardt, en détention préventive depuis trois ans et deux mois car accusés d'attentat à la pudeur contre trois enfants de 13 et 14 ans. Le secret de l'instruction fait qu'aucun journal n'a parlé de l'enquête. Selon le communiqué, dans cette « simple affaire de “mœurs” (…) les enfants n'ont pas été victimes de la moindre violence », et les peines encourues (5 à 10 ans de prison) sont « disproportionnées », alors que « la loi reconnaît une capacité de discernement aux adolescents, qui peuvent être jugés et condamnés à partir de l’âge de 13 ans ». Le communiqué ne réclame pas de changement de la loi, mais insiste sur l'absence de contrainte et de violence établie par l'audition des mineurs, et souligne en outre que les filles de 13 ans ont le droit de se faire prescrire la pilule en France depuis la Loi Veil de 1974, ce qui confirme le fait que des adolescents peuvent avoir des rapports sexuels. Parmi les nombreux signataires citons des futurs ministres, Jack Lang, Bernard Kouchner, des intellectuels comme Jean-Paul Sartre, Simone de Beauvoir, Louis Aragon, André Glucksmann, Gilles Deleuze, Roland Barthes, Francis Ponge et Guy Hocquenghem, ainsi que quelques médecins,.
Le lendemain, le procès débute. Le Monde félicite la Cour d'assises de supprimer le huis clos même si les victimes sont mineures, pour que les signataires de la pétition comprennent pourquoi l'enquête a duré plus de trois ans et son évolution : les victimes affirmaient certes avoir donné leur consentement, mais il s'avère très fragile vu leur âge et l'influence des adultes, comme le révèle l'audience publique. Les témoins y révèlent aussi des faits plus graves que les simples caresses et baisers évoqués par la pétition, signée par 69 personnes au cours des semaines précédentes. Si la durée de la détention provisoire était « inadmissible », « là s'arrête l'indignation » écrit le journaliste envoyé par Le Monde, pour qui « ce procès n'est pas » celui « d'une société ultra-répressive » mais de « trois hommes qui ont repris en compte à leur profit, et pour leur plaisir, des pulsions sexuelles ». Il « est naturel de ne pas aimer cette forme d'amour et d'intérêt », conclut le journal.
Le Monde publie  le 23 mai 1977, au lendemain du verdict dans l'affaire de Versailles, des extraits d'une lettre ouverte « pour la révision de certains textes législatifs régissant les rapports entre majeurs et mineurs », qui fait aussi référence à l'affaire de Versailles, en demandant que les affaires d'« attentats à la pudeur sans violence » soient considérés comme un délit et non plus un crime (le viol le restant) et donc jugées au tribunal correctionnel plutôt qu'en cour d'assises.
Ce second texte, plus prudent que celui de janvier, se situant dans un débat juridique et non dans la réaction à des faits précis, met notamment l'accent sur le fait que la majorité sexuelle est à 18 ans pour les homosexuels contre 15 ans pour les autres, afin de demander la fin de cette discrimination (ils obtiendront gain de cause en 1982). Le texte souhaite aussi limiter à 5 ans de prison ferme la peine maximum encourue en cas d'attentat à la pudeur, le viol restant passible de Cour d'assises,. Les signataires « demandent que le dispositif pénal soit allégé, que de telles affaires, aujourd'hui passibles de la cour d'assises, soit jugées par un tribunal correctionnel », car « la détention préventive, en matière correctionnelle, ne peut excéder six mois ».
L'appel explique que l'affaire de Versailles, « jugée en audience publique, a posé le problème de savoir à quel âge des enfants ou des adolescents peuvent être considérés comme capables de donner librement leur consentement à une relation sexuelle. C'est là un problème de société. Il appartient à la commission de révision du code pénal d'y apporter la réponse de notre temps », pour des textes de loi « rajeunis et actuels ».
La partie citée dans le court article du Monde critique en outre la définition du « détournement de mineur — dont le délit peut être constitué par le seul hébergement d'un mineur pour une nuit ».
Le texte ne propose cependant à aucun moment de dépénaliser la pédophilie, et plusieurs des signataires se sont en outre exprimés contre les actes sexuels commis sur des enfants. Par exemple, selon l'historien Jean Bérard, l'une des signataires, Françoise Dolto, estime que les relations sexuelles entre mineurs et adultes sont toujours source de traumatisme,.

Enfin, les signataires affirment qu'ils « considèrent que l’entière liberté des partenaires d’une relation sexuelle est la condition nécessaire et suffisante de la licéité de cette relation ». Ils affirment également la nécessité de tenir « compte du consentement du mineur. » Ils avancent :
Les dispositions prétendant à une “protection” de l’enfance et de la jeunesse sont de plus en plus incompatibles avec l’évolution de notre société, et doivent être abrogés ou profondément modifiés, dans le sens d’une reconnaissance du droit de l’enfant et de l’adolescent à entretenir des relations avec des personnes de son choix.
Moins de deux ans après, Le Monde reviendra sur cette affaire, pour souligner qu'entre-temps, à « en juger par l'émotion suscitée par l'Affaire Jacques Dugué », la révision des articles du code pénal portant sur les relations mineurs-adultes, demandée par ces personnalités, « n'est pas prête d'être acceptée par l'opinion ». Quand ces pétitions sont de nouveau critiquées en 2020 dans le sillage de l'affaire Matzneff, la psychanalyste Elisabeth Roudinesco déplore que :
Dans une période où les ligues de vertu s’emploient à réviser les textes du passé, on ne fait plus la différence entre des pédophiles et des penseurs qui ont signé des pétitions favorables à la dépénalisation de l’homosexualité ou contre des lois abusives sur le détournement de mineurs. En bref, on met dans le même sac Dolto, Foucault, Matzneff, Deleuze, Cohn-Bendit : tous violeurs d’enfants.

### La pétition Flip Fnac de 1979, la tribune de Jacques Dugué dansLibérationet le dessin pédophile du collectifBazooka
En 1978, émerge l'Affaire Jacques Dugué, qui rebondit en janvier 1979, malgré le secret de l'instruction : trois mois après Minute, France-Soir, qui a perdu 40 % de ses journalistes dans la clause de cession liée au rachat par Robert Hersant, titre à son tour sur « une écœurante affaire de mœurs » où un « soi-disant éducateur aurait livré à la prostitution internationale des régiments de gamins ». Minute surenchérit, affirmant que Dugué est adhérent communiste. Démenti de la mairie de Saint-Ouen et de L'Humanité, à qui Marc Croissant, employé d'une autre mairie communiste, à Ivry-sur-Seine, écrit pour prendre la défense de Dugué. Puisqu'il est attaqué par l'extrême-droite et le PCF, Libération propose alors à Jacques Dugué, qui n'a pas d'avocat, d'écrire de sa prison une « tribune libre » pour donner sa version des faits. Dans les colonnes de Libération, tout en marquant une distance avec les pratiques et les écrits de Jacques Dugué, le journaliste et écrivain Guy Hocquenghem justifie ainsi le fait de lui donner la parole :
Il y a quinze jours, France-Soir paraissait avec en première page un grand titre sur “une écœurante affaire de mœurs” où un soi-disant éducateur aurait livré à la prostitution internationale des régiments de gamins. L'information reprise par la presse et la TV, concernant cette affaire Dugué venait d'une seule source : Minute. Pas un journal, pas un journaliste, excepté Libération ne se donnait la peine de vérifier les inculpations contre Dugué : en fait, ni prostitution ni proxénétisme, mais un simple attentat à la pudeur sur mineurs sans violences. Aucun journal n'a d'ailleurs publié de rectificatif. Dugué, qui nous a fait parvenir la lettre qui suit, gagnerait tous les procès en diffamation s'il les intentait. Mais Dugué a décidé de se défendre seul, refusant le concours de tout avocat. Comme l'a écrit Le Monde avec une lourde ironie, Dugué écrit en effet des “thèses sur la pédophilie”, comme en témoigne cette lettre. Son univers, celui des couples échangistes, qui se passent des photos d'enfants, sa franchise quant à la sodomie sont d'un langage différent de la pédérastie plus intellectuelle ou artistique. Mais cet homme, voué pendant trois jours à la vindicte publique comme le monstre absolu par les plus puissants média sur la base d'informations parfaitement erronées, a bien gagné le droit à l'expression depuis sa prison.
En réaction, le directeur de L’Humanité, Roland Leroy, accuse Libération de défendre les pires causes, à commencer par des « proxénètes d’enfants ». Contre ce qu'il considère comme un prétexte, dans Libération du 1er mars, Jean-Luc Hennig, proche de Guy Hocquenghem écrit : « on n’a pas eu Libération  par la politique on l’aura par le cul ». Quelques jours après, un éditorial de Serge July se vante d'avoir subi 9 inculpations en quelques mois, mais pour la plupart sans lien avec la pédophilie.
Le Monde ne prend lui parti dans aucune des deux affaires. Il obtient le 27 février des informations des enquêteurs, évoquant les « 15 jours dans le coma » de Jacques Dugué, qui vient de se pendre en raison de « la quasi-certitude d'être lourdement condamné » mais aussi « les victimes (qui) seraient au nombre d'une trentaine » et ne « se livraient pas seulement à des jeux innocents », tandis que « l'un des parents » avait porté plainte.

Le 23 mars 1979, dans un climat politique tendu, une lettre titrée « Flip Fnac » est publiée dans la page « Courrier des lecteurs » du journal Libération , alors en grande difficulté. Le texte dénonce la détention préventive de 18 mois, dont 9 à l'hôpital psychiatrique de Villejuif, imposée à Gérard Roussel. La pétition est signée par Simone Iff, Jean-Louis Bory, Daniel Guérin, Christiane Rochefort, Guy Hocquenghem, Georges Moustaki, Catherine Millet, etc. Presque aucun détail n'a filtré en raison du secret de l'instruction : il a été arrêté en septembre 1977 à la FNAC, où il venait retirer, sous un nom d'emprunt, un film super-8, qui mettait en scène une enfant de sept ans. Un employé du magasin fait un signalement à la police, qui perquisitionne le domicile du suspect,, qui sera finalement condamné pour des actes à caractère sexuel commis sur des filles de 6 à 12 ans - sans violence ni pénétration. La pétition publiée avant le procès est signée par Guy Hocquenghem, Simone Iff, Jean-Louis Bory, Daniel Guérin, Christiane Rochefort, Georges Moustaki, Catherine Millet, etc. L'argument est le suivant : 
Une fois encore, au nom de la "protection" de la jeunesse, la loi nie l'existence de l'enfant comme être capable d'aimer. Donner de l'amour à un enfant et en recevoir de lui par une présence, de la tendresse, des caresses, est aujourd'hui un délit, voire un crime. On sait aussi que deux mineur(e)s qui font l'amour ensemble se détournent l'un l'autre au terme de la loi. Le caractère anachronique de cette législation est renforcé par le fait qu'une jeune fille de moins de 15 ans peut se procurer une contraception sans autorisation de quiconque. Pour faire quoi ?
Serge July, directeur de Libération, a recruté à l'été 1977 Bazooka, groupe de graphistes inspirés par les Sex Pistols du Mouvement punk et la sortie de God Save the Queen (chanson). July lui offre « une totale liberté d'expression », pour « secouer » le journal. Selon lui « l’agression » graphique pratiquée par Bazooka « est aujourd’hui une manière d’exister, d’entretenir un rapport avec un monde désespérant ». Bazooka intervient au « marbre » (maquette) juste avant le départ au rotatives mais sa « dictature graphique » provoque les réticences de la rédaction et la collaboration cesse. Bazooka travaille alors pour une autre publication, créée par Libération, la revue Un Regard moderne, arrêtée en novembre 1978, après seulement six numéros, la rédaction de Libération accusant Bazooka de « pirater le journal au montage » par la publication, dans la page d'annonce « Taules » de la revue encartée dans le numéro du 5-6 novembre 1978, consacrée aux détenus, d'un dessin pédopornographique.

### La pétition du1ermars 2001dansLibération
En janvier 2001, la journaliste allemande Bettina Röhl, dont la mère Ulrike Meinhof, cofondatrice de la Fraction armée rouge, s'est suicidée quand elle-même avait 14 ans, diffuse à plusieurs grands journaux anglais, italiens et allemands un article publié par Daniel Cohn-Bendit en 1976, peu après le suicide de sa mère, dans le magazine culturel de son père, qu'elle accuse de l'avoir abandonnée. Cet article reprenait un chapitre du livre Le Grand Bazar, dans lequel Daniel Cohn-Bendit évoquait l'année précédente ses activités d’aide-éducateur à Francfort en théorisant l'éveil à la sexualité des enfants de 1 à 6 ans et témoignant de rapports physiques à connotation sexuelle que Daniel Cohn-Bendit a entretenus avec eux.
Daniel Cohn-Bendit évoque alors dans Le Monde du 22 février 2001 « le contexte des années 1970 » et des pages « dont nous devons avoir honte ». L'écrivain Sorj Chalandon rédige le lendemain un mea culpa de Libération sur des pétitions oubliées datant des années 1970 et L'Express publie des entretiens avec deux de leurs anciens signataires, Philippe Sollers faisant part de ses regrets il déclare "Certains aspects de la pétition (de 1977) sont complètement indéfendables. Aujourd'hui, je ne la signerais pas et je pèserais mes mots". Bernard Muldworf assure quant à lui qu'il était déjà anti-pédophile à l'époque.

Au journal de 20 heures de TF1, Cohn-Bendit dénonce une  "chasse à l'homme" pour des écrits n'ayant selon lui "suscité aucune réaction" en 1975. Libération pourfend le même jour une "haine de Mai 68 qui n'a jamais abdiqué" dans un numéro consacrant six articles à l'affaire dont ceux de trois "ex-soixante-huitards" (Romain Goupil, Serge July et Philippe Sollers) remontés contre un "procès stalinien" visant selon eux Cohn-Bendit, celui de Romain Goupil étant même titré «J'ai envie de dire: oui, je suis pédophile!». Une semaine après, plusieurs de ses amis signent une pétition titrée "Cohn-Bendit et mai 68 : quel procès ?". Ils affirment : 
Écrits ou propos scandaleux, ceux de Cohn-Bendit ? Non, ceux d'une nécessaire explosion de parole (...) la révolution sexuelle a d'abord appris aux enfants, aux adolescentes, aux femmes à dire « non ».

## Les discours pro-pédophilie

### Accusations d’apologie de la pédophilie contre des personnalités associées à l'extrême gauche
À l'extrême-gauche, les discours fétichisant les enfants, et de façon encore plus marginale, l'apologie des rapports érotiques avec des enfants, apparaissent comme une remise en cause des interdits. En 1975, Daniel Cohn-Bendit, écrit dans le livre Le Grand Bazar, publié aux éditions Belfond, au sujet de son expérience d’éducateur dans un jardin d'enfants « alternatif » à Francfort :  
« Il m'était arrivé plusieurs fois que certains gosses ouvrent ma braguette et commencent à me chatouiller. Je réagissais de manière différente selon les circonstances, mais leur désir me posait un problème. Je leur demandais : “Pourquoi ne jouez-vous pas ensemble, pourquoi vous m’avez choisi, moi, et pas les autres gosses ?” Mais, s’ils insistaient, je les caressais quand même ». 
Il regrettera plus tard ses propos et ses écrits, parlant de provocation destinée à « choquer le bourgeois des années 1970 ». Le journal L'Express estimera ensuite en 2001 que Daniel Cohn-Bendit, comme les auteurs d'autres propos analogues avaient : 
un véritable aveuglement : l'enfant, croyaient-ils, ne demandait qu’à exprimer sa sexualité, et c’était l'interdit qui constituait un abus sexuel. Cette complaisance, qui a servi d’alibi et de caution culturelle à bien des pédophiles, masque aussi une autre réalité, l’infantilisme d'une mouvance . 
D'autres militants d'extrême-gauche ont aussi été accusés d'avoir fait l'apologie de la pédophilie dans les années 1970, pour avoir remis en cause la surveillance des enfants les empêchant d'assouvir leurs désirs, ou critiqué les formes de pouvoir réprimant les rapports sexuels entre majeurs et mineurs. Pour qu'ils expliquent leur démarche et leur signature de plusieurs pétitions demandant l'abrogation de certaines lois relatives aux rapports entre majeurs et mineurs, le 4 avril 1978, France Culture invite Michel Foucault, Guy Hocquenghem et l'avocat Jean Danet pour un débat dans l'émission Dialogues autour de la « Loi de la pudeur ». Cette émission sera retranscrite dans le no 37 de la revue Recherches, du Centre d'études, de recherches et de formation institutionnelles (CERFI), intitulé « Fous d'enfance. Qui a peur des pédophiles ? » (avril 1979) (avec plusieurs contributeurs dont Luc Rosenzweig, Jean Danet, Luc Rosenzweig, André Dumargue, Bernard Faucon, Jean-Luc Hennig, Guy Hocquenghem, Gabriel Matzneff, Jean-Jacques Passay, Gilbert Villerot). Ce numéro sera retiré de la circulation.
Guy Hocquenghem y plaide pour une dépénalisation des relations sexuelles dès lors qu'il n'y a ni violence ni contrainte. Cependant, Guy Hocquenghem, Michel Foucault et Jean Danet insistent sur le fait que leur objet est essentiellement d'interroger les catégories du pouvoir et de la répression, et non de défendre tel ou tel acte ou produire de nouvelles normes.
Plus tard dans l’émission, Hocquenghem déclare que « sur le problème du viol proprement dit », « les mouvements féministes et les femmes en général se sont parfaitement bien exprimés », mais qu’il y a une nécessité à critiquer les paniques sécuritaires poussant à demander la castration chimique des violeurs, ou à verser dans la surenchère punitive. Il en est de même lorsqu’il interroge le nombre de reportages anxiogènes à propos de la pédopornographie dans les médias, même si, évidemment, « personne, ici, ne songe à se faire le paladin de la pornographie ou de la prostitution enfantine ». En 2020, dans le contexte d'une polémique liée à la redécouverte des écrits et déclarations de Guy Hocquenghem, Frédéric Martel le qualifie de « défenseur idéologique de la pédophilie » dans une tribune sur France Culture où il critique la décision d'Anne Hidalgo d'avoir posé une plaque d’hommage à ce militant,.

Au contraire, dans un blog hébergé par le journal Mediapart, le chercheur et historien Antoine Idier, auteur d'une biographie d'Hocquenghem, qui revient sur cette polémique, dénonce une campagne menée à partir de « citations tronquées » et de « textes amputés », et déplore l'absence de « faits, d’allégations précises, d’investigation ». À propos des écrits d'Hocquenghem au sujet de l'enfance et des pétitions demandant une révision des lois régissant les rapports entre majeurs et mineurs, Antoine Idier écrit :
À moins d’assumer le révisionnisme, on ne peut pas aujourd’hui voir ces textes autrement que ce qu’ils sont : la manière dont, à une époque, des énergies progressistes ont tenté de lever un certain nombre de répressions, de politiser le personnel et la vie privée. [...] À aucun moment les signataires ne nient l’existence de violence, de viols, d’abus, de relations sexuelles non-consenties et consentantes. Ils rappellent qu’il existe aussi des relations consentantes et consenties, que la loi se contente de considérer comme illégales, et dont elle réprime les protagonistes.

### Accusations d’apologie de la pédophilie contre des personnalités associées à l'extrême droite
Bien qu'elle y soit très minoritaire, l’apologie de la pédophilie a aussi été constatée chez certaines personnalités proches de l’extrême droite, notamment en France, qui ont repris à leur compte des idées pro-pédophiles et pro-pédérastes,,. Cette récupération s’est notamment exprimée dans les années 1980, dans les colonnes du magazine Gaie France, interdit de publication en 1993 pour « incitation à la pédophilie ». Elle s’est cristallisée autour de personnalités comme Michel Caignet, Bernard Alapetite (producteur de documents cinématographiques homosexuels mettant en scène des acteurs à l’apparence juvénile, de son vrai nom Philippe Desnous) ou Jean-Manuel Vuillaume, tous trois anciens responsables ou rédacteurs de revue d’organisations néo-fascistes et/ou néo-nazies (FANE pour le premier, Défense de l'Occident pour les deux autres) qui seront plus tard impliqués dans des affaires judiciaires de pédopornographie. Parmi les intellectuels partisans de la pédérastie et/ou de la pédophilie, Roger Peyrefitte proclame dans les années 1980 voter pour le Front national, tandis que Gabriel Matzneff est proche de la Nouvelle Droite, et évoque son amitié avec Jean-Marie Le Pen, bien qu'il déclare plus tard voter Jean-Luc Mélenchon, à partir de 2012.

### Des discours très minoritaires
Malgré l'activité de quelques personnalités et une tolérance pouvant exister dans des groupes politiques minoritaires, la pédophilie demeure globalement condamnée par la société à cette époque. Les adultes ayant des contacts sexuels avec des enfants ou des pré-adolescents sont réprouvés et se retrouvent très souvent en prison, et, lorsque les groupes pédophiles se structurent et se font connaître des opinions publiques des années 1970-1980, les réactions demeurent en général très négatives.
Aussi, les demandes d'abrogation de certains articles du code pénal exprimées dans des pétitions ne doivent pas être confondues avec l'apologie de la pédophilie. De nombreuses féministes, comme Grisélidis Réal, Hélène Cixous, Françoise d’Eaubonne, Christiane Rochefort et Simone de Beauvoir, signent les pétitions critiquant la répression excessive des rapports entre majeurs et mineurs. Pour autant, comme la plupart des signataires de ces pétitions, elles ne défendent pas la pédophilie. Par exemple, dans Le Deuxième Sexe, Simone de Beauvoir dénonce la soumission précoce des jeunes filles à un système de prédation sexuelle.
Au sein même des avant-gardes « progressistes », les féministes sont souvent perplexes quant à la réelle possibilité de relations librement consenties entre adultes et enfants, la pédophilie étant considérée comme un miroir de l'aliénation des faibles par le sexe masculin. Le fait que la grande majorité des pédophiles ainsi que des consommateurs de pornographie et de prostitution enfantine soient des hommes vient appuyer cette thèse.

## Structuration de plusieurs mouvements pédophiles à la fin des années 1970
À partir du milieu des années 1970 apparaissent des organisations spécifiquement pédophiles, tentant de rebondir sur les discours à propos du droit des adolescents à exercer leur sexualité, ou sur les débats à propos de l'âge auquel fixer la majorité sexuelle. Cette radicalisation et la multiplication des groupes jusqu'au milieu des années 1980 permet aux pédophiles de se rencontrer et d'échanger des idées, même si les différents groupes ont été plus juxtaposés que coordonnés. Cela leur permet également de tenter de se faire connaître par les opinions publiques.

### En Europe du Nord et germanique
Aux Pays-Bas, en plus du Studiegroep Pedofilie de la NVSH, de nombreux groupes voient le jour, notamment dans le sillage de l'action prosélyte d'Edward Brongersma et Frits Bernard : le Stiching Studiegroep Pedofilie (SSP) ; le Landelijke Werkgroep Jeugdemancipatie (ex-Pedofilie), groupe spécifique de l'organisation Nederlandse Vereniging Voor Seksuele Hervorming (NVSH - LWGJ) ; Spartacus, éditeur d'une revue en anglais, Pan Magazine, à diffusion internationale, et du guide Spartacus qui cause un scandale au milieu des années 1990, et à partir de 1982 MARTĲN. Cette dernière association est le seul groupe de ce type à subsister en Europe. Elle a fait l'objet d'un jugement de dissolution en juin 2012 par la justice néerlandaise,, mais ce jugement a été annulé en avril 2013, la cour d'appel jugeant que, si « les travaux de l'association sont contraires à l'ordre public », ils n'entraînent cependant pas de « menaces de dislocation de la société », condition pour qu'une organisation puisse être interdite aux Pays-Bas,.
C'est en Flandre belge que se forme le premier groupe pédophile hors des Pays-Bas, après une conférence donnée à Anvers en avril 1973 par le groupe d’étude sur la pédophilie de la NVSH. Le Studiegroep Pedofilie organise des rencontres hebdomadaires et collecte des informations sur la pédophilie (regroupées dans un centre de documentation basé à Hasselt). En 1981 s’ajoute Stiekum, plus militant (tracts, interventions en milieu institutionnel, à la radio, etc.). Ces groupes, qui restent plutôt informels, font à partir de 1984 l’objet d'attaques de partis de droite, dont le Vlaams Blok, qui, leur reprochant « d'habituer les gens au phénomène de la pédophilie », diffusent dans leurs publications et dans les journaux flamands des appels à les interdire, et organisent des manifestations de protestation lorsque se tiennent en Flandre conférences et débats sur la pédophilie.
En Allemagne de l'Ouest, la Deutsche Studien und Arbeitsgemeinschaft Pädophilie (DSAP, Société allemande d'étude et de travail sur la pédophilie) regroupe à partir de 1979 plusieurs groupes locaux et publie Befreite Beziehung (douze numéros) puis die Zeitung. À la fin de 1981, ses deux cents membres, ne parvenant plus à s’entendre, provoquent la dissolution de fait du mouvement. L'Arbeitskreis Päderastie (AKP, Cercle de travail sur la pédérastie), petit groupe de réflexion formé en 1979, devient alors le principal mouvement germanique, bien qu’il s’adresse presque uniquement aux pédérastes. Kinderfrühling, qui reprend l’édition de la Befreite Beziehung, naît de la dissolution de la DSAP.
Les pédophiles allemands parviennent surtout, dans les années 1980, à trouver des soutiens politiques auprès du Parti vert, en arguant que les contacts sexuels entre enfants et adultes, non seulement ne sont pas nocifs pour les enfants, mais sont également nécessaires à leur évolution psychosociale. Durant plusieurs années, les pédophiles continuent de bénéficier de soutiens politiques en présentant leur sexualité comme le dernier bastion devant « être pris d'assaut dans le cadre de la libération sexuelle ».
Dans d’autres pays d’Europe du Nord, les petits groupes qui existent ont une influence anecdotique, que ce soit la Schweizerische Arbeitsgemeinschaft Pädophilie (SAP) en Suisse, le Paedofil Gruppe au Danemark, le NAFP en Norvège ou le Paedofilia Arbeitsgruppen (PAG) en Suède. En 1985, la Danish Pedophile Association (DPA) est créée au Danemark.

### Dans les paysanglophones
À la fin des années 1970, le militantisme pédophile se développe également au Royaume-Uni et aux États-Unis avec la formation en 1974 en Écosse du PIE (Paedophile Information Exchange, plus tard basé à Londres), et en 1978 à Boston de la NAMBLA (North American Man/Boy Love Association). Ces deux groupes ont une certaine notoriété au début des années 1980 à la suite du tollé que suscitent les propos de certains de leurs membres, militants radicaux, et à la diffusion de leurs revues, le Magpie et le NAMBLA Bulletin. En 1984, le PIE s'auto-dissout face à la réprobation publique. Les procès se multiplient à partir de 1981, alors que la NAMBLA existe toujours. Les réactions que suscitent le PIE et la NAMBLA à leurs naissances respectives montrent le rejet des sociétés anglophones envers de tels mouvements.
Quelques « cercles de documentation et de réflexion », comme la René Guyon Society, le Childhood Sensuality Circle (CSC, créé en 1975 par Valida Davila) voient le jour mais ont une audience très limitée et n’essayent pas de se faire connaître.
En Australie est fondé en 1983 — ou 1980 — l'Australian Paedophile Support Group, qui se dissout après l'intrusion de policiers en son sein. Ses membres se rassemblent alors dans le groupe BLAZE (Boy Lovers And Zucchini Eaters), qui est assez vite rendu inactif par la police.

### Les mouvements européens francophones
La première organisation pédophile francophone naît dans le cadre de l’« Affaire de Versailles ».
Dans l'attente du jugement, une petite trentaine de personnes, soit le plus gros rassemblement sur le sujet, se réunit le 2 avril à l'Université de Jussieu et un éphémère "Front de libération des pédophiles" (FLIP) qui ne tiendra qu'une seule réunion, en 1979 est annoncé.
Quelques militants parmi les plus radicaux ont entre-temps fondé à l'été 1977 le FRED (Front d’action et de recherche pour une enfance différente) et publié quelques textes en 1978. Le FRED disparaît début 1979, comme le FLIP à cause de dissensions entre ses membres.
Le premier groupe militant pédophile francophone à durer, grâce à ses connexions internationales, est le GRED (Groupe de recherche pour une enfance différente), fondé en juillet 1979, membre du CUARH (Comité d'urgence antirépression homosexuelle) et de l'IGA (International Gay Association). Le GRED déclare dans sa revue Le Petit Gredin (10 numéros de 1981 à 1987) vouloir « élargir son public aux « professionnels » de l’enfance, aux parents eux-mêmes, aux juges et aux éducateurs. Et aux enfants ! » et vouloir être un organe de débats plutôt que de militantisme, attitude que le mouvement adopte également lors des conférences et tables rondes auxquelles il est convié.
Le CRIES (Centre de recherche et d'information sur l'enfance et la sexualité) est fondé en Belgique, à la suite de la disparition du Groupe d'étude sur la pédophilie (GEP), par Philippe Carpentier afin de « rassembler des gens comme [lui] » indépendamment du mouvement homosexuel. De début 1982 à fin 1986, le CRIES publie vingt-huit numéros de L'Espoir. Cette revue est avant tout un organe militant qui, à travers récits, illustrations et articles sur les autres mouvements, fait l’éloge des amours pédérastiques.
Dans les années 1980, parallèlement à ces organes de presse de mouvements militants, paraissent divers magazines, plus ou moins liés au militantisme pédophile, comme Palestra, dirigée par Jean-Manuel Vuillaume et François Valet, qui ambitionnait de « recenser les grandes figures culturelles de l’enfant » et propose à ses lecteurs « une synthèse agréable et divertissante sur l’enfant dans la culture », ou Gaie France (1986-1993), publiée par Michel Caignet et qui soutient pédérastes et pédophiles. De nombreuses revues de photographies sont aussi publiées : Backside (1983-1985), Jean's (1985), Beach Boys (1985-1986), Eklat (1985) et Photokid (1986).
Ces groupes, qui se rattachent encore à l'esprit contestataire et aux mouvements homosexuels, reconnaissent un changement des mentalités, aussi bien de la part de leurs anciens alliés que de la société en général.
Certains des membres du milieu « pédophile militant » sont par la suite discrédités en raison de leur implication dans des affaires de viol sur mineur ou de vente d’images pédopornographiques ; le CRIES disparaît brusquement en 1987 lorsque l’on découvre que, derrière les photos « soft » de L'Espoir, Philippe Carpentier organisait un trafic d'images et de vidéos pédopornographiques impliquant pas moins de 18 pays ; Jean-Manuel Vuillaume est condamné en 1997 pour avoir tourné en Colombie des vidéos pornographiques mettant en scène des adolescents mineurs, affaire à laquelle Michel Caignet est également mêlé. Ces revues et mouvements ont donc pu contribuer à la formation de réseaux « pédocriminels ».

### Des groupes dispersés
Ces mouvements, s’ils se font des publicités réciproques dans leurs publications, sont cependant peu nombreux, peu influents et surtout peu coordonnés, bien que certaines tentatives de regroupement soient effectuées, souvent à l’échelle nationale.
Les 5 et 6 juillet 1986, la NAMBLA, la SAP suisse, un groupe australien et des mouvements scandinaves se rencontrent à Copenhague. Ils cherchent les moyens de réinsérer le combat pour l'acceptation de la pédophilie dans celui pour la liberté sexuelle et proposent que les homosexuels continuent à combattre de front avec les pédophiles, tout en constatant affronter une très vive hostilité de la part des féministes. Cette rencontre, qui survient alors que le mouvement s'essouffle, n'a pas d’effet concret.

## Depuis les années 1980: la condamnation générale de la pédophilie

### Les condamnations judiciaires dans le secteur de l'antipsychiatrie
Si les condamnations judiciaires sont nombreuses et sévères lors de la décennie précédente, au début des années 1980 l'affaire du Coral a un retentissement médiatique important, en particulier parce que le secret de l'instruction ne fait plus écran, avec de nombreuses réactions politiques dès 1982-1983. Le secteur de l’antipsychiatrie est ainsi accusé de pédophilie en 1982 dans l'affaire du Coral pour des faits datés du début des années 1980. Plusieurs personnalités publiques, dont René Schérer ou Gabriel Matzneff, sont un temps accusées, avant d'être mises hors de cause et que leur accusateur soit condamné pour dénonciation calomnieuse. La plupart des accusés sont finalement innocentés. Cependant, en appel, en 1987, son animateur Claude Sigala est condamné à une peine de trente mois d'emprisonnement avec sursis, bien qu'il ait toujours nié les faits.Si Schérer et Matzneff sont alors blanchis des accusations portées contre eux, et si les condamnations de plusieurs animateurs, pour relations sexuelles consenties avec de jeunes adolescents, sont finalement légères, l'affaire connaît un fort remous médiatique, qui contribue à attirer l'attention sur les lieux de vie et à remettre en cause l'antipsychiatrie. Gabriel Matzneff est quant à lui renvoyé par Le Monde à la suite de sa mise en cause.
Plus tard, Léonide Kameneff, animateur de l'École en bateau, est quant à lui condamné à 12 ans de réclusion criminelle en 2013 par la cour d'assises des mineurs de Paris, qui le reconnaît coupable de viols et agressions sexuelles de cinq enfants dans les années 1980 et 1990 

### Le déclin en Europe occidentale
En Europe occidentale, après 1982, le militantisme pédophile , s'il est moins attaqué que son équivalent américain, commence à décliner. : les mouvements homosexuels ont vu leur revendication satisfaite en obtenant que la majorité sexuelle soit de 15 ans, tant pour les rapports homosexuels qu'hétérosexuels, les débats sur la majorité sexuelle et la sexualité des adolescents se referment, les médias n'en parlent plus, et les principaux militants se lassent (Bernard prend sa retraite de psychologue, d'expert et de membre d'organisations internationales en 1985). Aux Pays-Bas, les discours en faveur de la pédophilie connaissent un reflux dans les années 1980 quand, de l'aveu même de Frits Bernard, la pédophilie est à nouveau couramment traitée comme une maladie mentale.
Lorsqu'en 1985, les Verts allemands, parti en pointe lors de la Révolution sexuelle, incluent dans leur programme, après plusieurs mois de travail, des propositions visant à abolir les articles de loi sur la majorité sexuelle, en insistant par exemple sur le fait que « les rapports sexuels avec des enfants sont pour les deux parties [enfants et adultes] […] productifs », cela suscite un tollé, et beaucoup d'électeurs habituels du parti reportent leurs voix sur le SPD. Même les électeurs les plus « progressistes » n'acceptent plus l'idée de la défense des pédophiles.
À partir de la même année, la police néerlandaise se met à collaborer étroitement (des réunions hebdomadaires au moins jusqu'en 1989) avec le FBI pour apprendre à « traquer les producteurs et consommateurs supposés de pédopornographie », car le Congrès américain (via le Sous-comité permanent aux investigations du Comité sur les affaires gouvernementales, dirigé par le républicain William Roth), pense que les Pays-Bas sont alors « parmi les principaux exportateurs de pédopornographie aux États-Unis » et qu'il y aurait à Amsterdam des ventes aux enchères d'enfants afin de les prostituer, allégations qui sont invalidées en août 1986 par le rapport définitif d'un groupe de travail sur la pédopornographie dirigé par le ministre de la justice Altes,. Cette action de la police néerlandaise montre un changement de mentalité dans ce pays où le militantisme pédophile avait rencontré le plus de succès.
Au sein des anciennes mouvances « progressistes » des années 1970, des leaders sont parfois obligés de s'expliquer et de revenir, sur les propos tenus à l'époque. Ce processus de marginalisation se poursuit jusqu'en 1994, date à laquelle l'International Lesbian and Gay Association, afin d'obtenir un statut consultatif au Conseil économique et social des Nations unies, décide d'exclure quatre groupes pédophiles militants : les américains NAMBLA et Project Truth, le néerlandais MARTĲN et l'allemand Verein für Sexuelle Gleichberechtigung (VSG, « Association pour l'égalité sexuelle »). La Révolution sexuelle, à la fin des années 1990, s'est débarrassée de son passé pédophile.
En 2001, une polémique éclate ainsi autour du passage relatif aux enfants dans le livre Le Grand Bazar, de Daniel Cohn-Bendit : attaqué, celui-ci parle de « provocation intolérable », et dit son remords d'avoir écrit ces lignes, par « inconscience insoutenable ». Pour lui, « Il s'agissait de transgresser des frontières et de briser les interdits. Cela n'avait rien à voir avec des abus sexuels » ; il affirme en outre : « prétendre que j'étais pédophile est une insanité. La pédophilie est un crime. L'abus sexuel est quelque chose contre lequel il faut se battre. Il n'y a eu de ma part aucun acte de pédophilie. » Plusieurs anciens élèves de Daniel Cohn-Bendit, et leurs parents, prennent sa défense dans une déclaration écrite, réfutant les accusations d'abus sexuels ou de proximité avec des « personnes coupables d'abus sexuels sur enfants ». Ses proches reprennent la thèse d'un « aveuglement collectif » dont ses écrits n'auraient été que le reflet, selon l'expression de Jean-Claude Guillebaud). Dans L'Humanité, 24 février 2001, Geneviève Fraisse rappelle que les milieux féministes étaient critiques de la pédophilie. Les lesbiennes avaient en particulier été les premières à s'opposer aux pédophiles au sein des mouvements GLBTQ : en 1980, un « rassemblement lesbien du comité pour la Gay Pride » (« Lesbian Caucus – Lesbian & Gay Pride March Committee ») appelle à boycotter la Gay Pride de New York à cause d'une supposée mainmise de la NAMBLA sur son comité d'organisation. En 1983, lorsque le mouvement homosexuel britannique CHE (Campaign for Homosexual Equality) soutient le PIE, en proie à une campagne de presse négative, le magazine condamne cet appui comme nuisible à la cause homosexuelle.
Gabriel Matzneff déclare en 2002 : « Lorsque les gens parlent de « pédophilie », ils mettent dans le même sac le salaud qui viole un enfant de huit ans et celui qui vit une belle histoire d’amour avec une adolescente ou un adolescent de quinze ans. Pour ma part, je méprise les salauds qui abusent des enfants et je suis partisan de la plus grande sévérité à leur égard. »

### Révélations sur le tourisme sexuel chez les Danois
Au cours des années 1980, quelques petits groupes de pédophiles apparaissent, mais leur militantisme décline rapidement, jusqu'à disparaître presque totalement dans les années 1990, excepté la création au début des années 1990 de l'IPCE (International Pedophile and Child Emancipation), qui gère un site web regroupant de nombreux documents en quatre langues ; les activités de l'IPCE se limitent rapidement à sa seule présence sur internet. En 1993 apparaît Krumme 13, organisation allemande, qui se dissout en 2003. La Danish Pedophile Association fait l'objet, en 2000, d'un reportage télévisé qui, infiltrant le groupe, révèle que ses membres pratiquent le tourisme sexuel impliquant des enfants et l'échange de pédopornographie. La justice danoise estime en 2005 que l'existence du groupe est légale en vertu des lois sur la liberté d'expression ; l'association, entretemps, annonce son auto-dissolution en 2004,.
Très peu de pédophiles s'affichent aujourd'hui publiquement comme tels et très peu de personnes présentent la pédophilie sous un angle favorable. Le « militantisme pédophile » se réduit pour l'essentiel à l'activité de groupes de taille très modeste, dont les membres demeurent la plupart du temps anonymes, ou à des initiatives de personnes isolées. Les rares personnes à se revendiquer publiquement aujourd'hui comme pédophiles sont, pour la plupart, anglophones ou néerlandaises : on peut citer le britannique Tom O'Carroll (auteur de l'ouvrage Paedophilia : The radical case), le néerlandais Frans Gieles ou Lindsay Ashford, citoyen américain ayant témoigné à visage découvert en 2004 et animé un site internet où il faisait l'apologie de son propre penchant sexuel pour les petites filles. Le site de Lindsay Ashford a été durant plusieurs années l'une des vitrines en ligne de la pédophilie - s'attirant même des menaces de poursuites de la part du futur Président des États-Unis Barack Obama après la mise en ligne de photos des filles de ce dernier - avant que son auteur ne décide de le fermer, arguant que la notoriété qu'il en retirait l'empêchait de conserver un emploi.
John Robin Sharpe, un pédophile canadien, a contesté certains aspects des lois sur la pornographie enfantine de son pays qui, contrairement à la France, condamne également les écrits incitant à la pédophilie. Arrêté en 1995 pour possession et diffusion de textes et d'images à caractère pédophile, il a fait valoir que ses propres photos et écrits de fiction ne pouvaient être illégaux du fait de leur caractère « artistique » et que la possession de pornographie répondant à ses goûts sexuels relevait de sa liberté d'expression. La Cour d'Appel de Colombie-Britannique lui a tout d'abord donné raison, occasionnant une polémique et un recours du gouvernement canadien : la Cour suprême du Canada a finalement annulé le jugement en 2001, réaffirmant la validité de la loi canadienne contre la pédopornographie, et ne reconnaissant d'exceptions que pour des textes autoproduits pour un usage strictement personnel, qui ne seraient diffusés en aucune manière par leur auteur,. En 2002, Sharpe est acquitté pour la diffusion des textes - la justice estimant que ses écrits n'incitaient pas explicitement à la pédophilie, se contentant de décrire les actes - mais condamné pour la possession des photos. En 2004, il est condamné à deux ans de prison pour un abus sexuel commis dans les années 1970.
Le 31 mai 2006 est annoncée la création aux Pays-Bas du Parti de la charité, de la liberté et de la diversité (Partij voor Naastenliefde, Vrijheid en Diversiteit, PNVD), parti politique proposant l'abolition de toute majorité sexuelle. Les trois fondateurs - et seuls membres connus - du parti, tous militants pédophiles, comptent parmi eux Ad van den Berg, ancien président de MARTIJN. Le PNVD propose également d'autres mesures jugées par beaucoup comme fantaisistes (gratuité totale des transports, légalisation de la zoophilie, etc.) sans s'attaquer aux réels problèmes de la société contemporaine néerlandaise. Il est soit moqué, soit attaqué (par des associations chrétiennes, le parti conservateur et la grande majorité de l'opinion publique, 80 % des Néerlandais déclarant dans un sondage que des mesures devraient être prises). Le PNVD n'a jamais compté que ses trois fondateurs comme membres connus, n'a jamais pu participer à aucun scrutin faute d'avoir recueilli le nombre de signatures de citoyens prévu par la loi néerlandaise, et a annoncé sa dissolution en 2010. L'association MARTIJN est tout d'abord dissoute en juin 2012 par la justice néerlandaise mais le jugement est ensuite cassé en avril 2013, la Cour d'appel jugeant que le risque de trouble à l'ordre social était insuffisant. L'interdiction de MARTIJN est finalement confirmée en avril 2014 par la Cour de cassation des Pays-Bas, qui estime qu'« il est nécessaire d’interdire et dissoudre l’association au nom de la protection de la santé, des droits et des libertés des enfants », l'intégrité de l'enfant passant avant le principe de liberté d'expression. Ad van den Berg, ancien président de MARTIJN et ancien trésorier du PNVD, a quant à lui été condamné en 2011 à trois ans de prison, dont six mois avec sursis, pour possession de pédopornographie. Seule la NAMBLA continue d'avoir une existence officielle.
En 2013, la remise d'un prix à Daniel Cohn-Bendit suscite une nouvelle polémique en Allemagne ; le Parti vert allemand, auquel appartient Daniel Cohn-Bendit, décide alors de se pencher sur son propre passé et de commander au politologue Franz Walter une étude sur l'influence qu'ont pu avoir les militants pédophiles sur le mouvement écologiste allemand. Les travaux de Franz Walter mettent au jour d'anciennes positions pro-pédophiles des Verts allemands, poussant notamment l'ancien ministre Jürgen Trittin - responsable en 1981 d'une plate-forme électorale qui prônait la dépénalisation des actes sexuels entre enfants et adultes - à s'expliquer et à reconnaître ses erreurs. Un article du Frankfurter Allgemeine Zeitung accuse les Verts allemands d'avoir, dans le passé, « créé une idéologie qui favorisait l'abus d'enfants », Daniel Cohn-Bendit étant notamment dénoncé comme « le porte-drapeau le plus éminent des pédophiles ». Franz Walter souligne par ailleurs que les pédophiles ont, dans le passé, également influencé le Parti libéral-démocrate,,.

### Des opinions publiques de plus en plus hostiles
À la fin de 1981, on pouvait lire dans un éditorial du Petit Gredin : « La pédophilie, la pédérastie sont de plus de plus les objets de la vindicte sociale alimentée par les mass media ». En effet, depuis cette époque, la pédophilie fait l'objet d'une « condamnation unanime » et « le pédophile apparaît comme l'incarnation du criminel le plus abject »,,. Si un auteur comme Matzneff continuait jusqu'en janvier 2020 et la publication du livre de Vanessa Springora à être bien perçu par une partie des médias, on n'entend plus beaucoup parler de lui à partir des années 2000 (Hugo Marsan l'a qualifié de « dandy oublié ») et les artistes contemporains qui, sans être pédophiles, mettent en scène des relations sexuelles d'adultes avec des enfants consentants, ou dont les œuvres sont considérées comme suffisamment ambiguës pour que certains puissent les interpréter comme posant la possibilité d'un tel rapport provoquent des scandales. Il y a donc eu un « changement radical » d'attitude de la part des sociétés, pour différentes raisons.
En premier lieu, « un changement dans l'appréciation des violences sexuelles ». Si les pédophiles prétextent la liberté des enfants à disposer de leur corps pour justifier leurs discours,, ils ne se posent généralement pas la question du discernement des enfants et de la facilité à les abuser, ni celle de leur perception a posteriori du contact sexuel ; à partir des années 1980, l'idée que tout contact sexuel entre un adulte et un enfant provoque des séquelles psychologiques très graves chez le second devient une « opinion commune ». La réprobation du viol sur mineur, qui perd son statut de tabou, grandit. Selon Anne-Claude Ambroise-Rendu, ce sont les années 1990 qui marquent un véritable changement dans la vision de la pédophilie par les médias français. L'historienne souligne l'importance, en 1995, d'un numéro de l'émission Bas les masques, consacré au thème : « pour la première fois, on y entend et on y voit les victimes : ces enfants à qui on n'ose plus demander s'ils étaient consentants ou non, qui disent sans équivoque leur souffrance. Pour la première fois, un média évoque les effets de la pédophilie sur les enfants, laissant aux témoins le soin de dire leur mal être, leur incapacité à oublier, à se construire une vie heureuse et équilibrée ». Anne-Claude Ambroise-Rendu relève que « Seul Gabriel Matzneff ose encore, en 1990, sourire devant Bernard Pivot des petites filles de 12 ans qu’il met dans son lit ». Fin 2019 en revanche, la parution du Consentement, roman autobiographique dans lequel Vanessa Springora raconte sa relation avec l'écrivain, décrivant l'emprise qu'il a exercée sur elle et les ravages produits sur sa vie, lance dès avant sa publication en janvier 2020, une polémique : si quelques voix continuent à soutenir l'écrivain (celle de Josyane Savigneau notamment, via son compte Twitter , qui évoque la "résistance" à une forme d' "inquisition"), de nombreuses protestations s'élèvent et les images de l'émission Apostrophes de 1990 avec Bernard Pivot et Gabriel Matzneff, rediffusées sur les réseaux sociaux, permettent de mesurer l'évolution des mentalités à ce sujet : sur le plateau, seule Denise Bombardier, romancière québécoise, s'était élevée en 1990 contre les propos et les agissements de Gabriel Matzneff (près de trente ans plus tard, elle apporte d'ailleurs son soutien à Vanessa Springora), alors que la lecture de la presse atteste, en 2019, sinon d'une condamnation toujours très ferme, au moins d'un "malaise" croissant dans l'opinion.
De plus en plus d'affaires sont jugées par les tribunaux : en France, le nombre de viols sur mineurs constatés passe de 100 en 1984 à 578 en 1993, et celui des atteintes ou agressions sexuelles sur mineurs avec circonstances aggravantes de 355 en 1984 à 882 en 1993 et 3815 en 2004. En 1996 l'affaire Dutroux, qui éclate en Belgique, a un retentissement international et contribue à marquer durablement l'opinion, suscitant une forme de hantise sociale autour de la pédophilie et conduisant à la multiplication des témoignages et des révélations d'affaires d'abus sexuels sur mineurs,,.
La prévention devient une priorité aussi bien législative que populaire, comme en témoigne en octobre 1996 la première Marche Blanche, qui réunit à Bruxelles à la suite de l'Affaire Dutroux plus de 300 000 personnes et le sujet est l'objet d'une attention renforcée de la part des médias.
Enfin, avec l'accroissement de la prise de conscience des violences sexuelles envers les mineurs et le retour subit de la pédophilie dans le champ médiatique, la pédophilie n'est plus perçue que comme un viol infligé aux enfants. Aux Pays-Bas, la relative tolérance ayant pu exister envers la pédophilie disparaît progressivement : Edward Brongersma fait l'objet de harcèlement de la part de ses voisins et d'agressions sur la voie publique, du fait de sa notoriété ; déprimé, il finit par se suicider par euthanasie en 1998. L'apparition du PNVD en mai 2006 a suscité en général consternation et indignation,.

### Une propagande sur Internet
Dans les années 1990 l'arrivée d'Internet offre au militantisme pédophile de nouveaux moyens d'expression et de contact. Un certain nombre de pédophiles attirés par les garçons (Boylovers) et par les fillettes (Girl Lovers) se réclament du terme générique « Childlove ». En 1995, est mis en ligne le forum de discussions BoyChat qui mène en 1997 à la création du groupe Free Spirits ayant pour objectif de fournir des services Internet sécurisés aux pédophiles amateurs de garçons dans de nombreuses langues. L'équivalent francophone de BoyChat, La Garçonnière, est créé en 1998. Des pédophiles amateurs de filles créent des ressources équivalentes dès 1998. Depuis, plusieurs autres organisations se sont développées en ligne sur ce modèle, dont des entreprises commerciales (hébergeurs web essentiellement).
Plus que des espaces réellement militants, ces forums sont avant tout des lieux de discussions et contact virtuels entre pédophiles, parfois suivis de rencontres et rassemblements réels. Afin d'éviter les poursuites judiciaires, ces réseaux à vitrine publique se gardent de toute activité illégale comme l'échange d'images pédopornographiques ou l'incitation au crime, par l'intermédiaire d'une modération adaptée aux législations des divers pays qui les hébergent. Toutefois, le côté borderline jouant avec les limites de la loi leur a régulièrement valu des problèmes de la part de leurs hébergeurs ou fournisseurs Internet. Ainsi en 2006, l'hébergeur commercial Epifora, principal hébergeur du groupe Free Spirits, fut déconnecté du web par le fournisseur d'accès canadien Vérizon à la suite d'une campagne médiatique menée par une association antipédophile. Toutefois, les sites ainsi évacués reviennent généralement en ligne très rapidement, utilisant par exemple les services de fournisseurs d'accès ayant une conception extensive de la liberté d'expression.
L'activité en ligne de pédophiles continue d'attirer l'attention de certains médias : en 2010, Fox News Channel publie un reportage accusant Wikipédia de tolérer sur ses sites les activités de propagande de certains pédophiles cherchant à présenter leurs goûts sexuels sous un jour positif, ce à quoi la Wikimedia Foundation répond qu'elle demeure vigilante face à ce type de dérives. Le sociologue français Pierre Verdrager souligne pour sa part que les articles de Wikipédia portant sur la pédophilie manquent fréquemment de neutralité en la présentant sous un jour relativement favorable : il y voit le signe d'une activité des défenseurs de la pédophilie, qui profitent de la grande visibilité dans les moteurs de recherche des pages de l'encyclopédie en ligne. Le forum 4chan fait régulièrement parler de lui comme d'un lieu où circulent des textes pro-pédophiles ou images pédophiles, souvent dans un but provocateur.
L'Internet permet également la circulation accrue de pédopornographie. En mars 2011, un vaste réseau de pédophiles a été démantelé par Europol, conduisant à l'identification de 670 suspects sur quatre continents, et à 184 arrestations : l'enquête ayant mené à ces arrestations a établi que le forum boylover.net, hébergé aux Pays-Bas, avait servi à l'échange de photos et vidéos pédopornographiques. 230 enfants abusés sexuellement par des membres du réseau ont pu être identifiés,,.

## Terminologies et revendications des«militants pédophiles»
Les membres des groupes et mouvances pédophiles actuels se présentent comme des militants et revendiquent notamment le retrait de la pédophilie de la liste des maladies mentales. Ils promeuvent les termes de boylover, girllover et parfois childlover, pour remplacer les termes de pédophiles ou pédérastes, qu'ils jugent trop négativement connotés. Ces termes ont été popularisés auprès des pédophiles eux-mêmes à travers les communautés virtuelles liées aux forums boylove et girllove sur Internet.
Les pédophiles militants s'appuient parfois sur un texte des psychologues Underwager et Wakefield qui fait la distinction entre désir sexuel et pédophile et passage à l'acte. Bien qu'ils prônent la distinction entre désir et action, ces auteurs déplorent l'utilisation faite de leur travail par le mouvement « childlove » et considèrent que les contacts sexuels adulte-enfant sont dommageables, qu'il existe ou non une relation d'autorité ou même des sentiments entre l'adulte et l'enfant.
Enfin, au sein même des milieux pédophiles, le terme général de childlover, qui peut se traduire littéralement par amoureux de l'enfant, est parfois contesté. Certains refusent ces néologismes et préfèrent se qualifier de pédophiles, pédérastes, ou éphébophiles, selon les cas. D'autres encore lui préfèrent les termes spécifiques boylover et girllover, prétextant que les attirances pédophiles homosexuelle et hétérosexuelle ont peu à voir entre elles.
Bien qu'un très grand nombre d'opinions parfois opposées soient représentées au sein du « mouvement », une majorité de ses sympathisants s'accordent sur les objectifs suivants :
- changer la perception du public sur la pédophilie, la pédérastie et l'éphébophilie ;
- poser une différence entre la pédophilie et l'abus sexuel ;
- promouvoir la dépénalisation de certaines formes d'expression érotique impliquant des enfants ou adolescents (textes, dessins, photos, etc.) ;
- promouvoir une abolition ou une révision de la notion légale de majorité sexuelle ;
- accroître la connaissance sur les effets de l'activité sexuelle chez les enfants, en favorisant la recherche dans le domaine ;
- soutenir les mouvements et organisations qui luttent pour les droits de l'enfant.

Certains pédophiles disent également que le sexe n'est pas la raison d'être de leurs relations avec les enfants. Edward Brongersma, dans Boy-Lovers and Their Influence on Boys (Les Boy-Lovers et leur influence sur les garçons), où il rapporte le résultat d'interviews de personnes engagées dans des relations avec des enfants, écrit : « Dans une relation, le sexe est généralement un élément secondaire. ».
Parmi leurs principaux argumentaires des mouvements pédophiles, figure une étude publiée en 1998 dans la revue Psychological Bulletin, signée des psychologues Bruce Rind, Philip Tromovitch et Robert Bauserman : A meta-analytic examination of assumed properties of childsexual abuse using college samples. (Méta-analyse des conséquences de l'abus sexuel sur enfants, à partir de cas non cliniques) ; cette étude analyse et compare les résultats d'un ensemble d'enquêtes menées auprès de lycéens ayant connu une relation sexuelle précoce avec un adulte. Les conclusions de l'étude relativisent beaucoup les effets négatifs de telles relations. Elle est donc souvent citée en référence dans les milieux « Childlove ».
Toutefois, cette étude ne fait pas l'objet d'un consensus scientifique, sa publication ayant suscité une vive polémique aux États-Unis. Une résolution du Congrès a condamné sa publication par une revue scientifique, réaffirmant dans le même temps la nécessité de la protection de l'enfance contre les abus sexuels et une majorité de chercheurs estiment que cet article est biaisé dans sa méthodologie et ses intentions. Dans Science or Propaganda? an examination of Rind, Tromovitch and Bauserman (1998) (Science ou propagande ? Une étude de Rind, Tromovitch and Bauserman (1998)), la pédiatre Stephanie J. Dallam écrit : « Après un examen minutieux des preuves, nous concluons que Rind et al. peut être décrit comme un article militant qui utilise la science de façon inappropriée pour essayer de légitimer ses vues » L'étude a été largement critiquée, tant pour sa méthodologie que pour ses conclusions, et dénoncée comme un travail de propagande davantage que comme un texte scientifique,,. Différents psychologues ont souligné les liens de deux des auteurs de l'article - Rind et Bauserman - avec des mouvances pro-pédophiles, leur participation à des conférences de groupes militants et leur collaboration avec Paidika : the Journal of pedophilia, un journal pédophile en langue anglaise publié aux Pays-Bas. L'affaire a également suscité des interrogations quant au travail des comités de lecture dans les revues scientifiques américaines : l'article avait en effet été rejeté par un premier comité de lecture du Psychological Bulletin, proposé une seconde fois après un changement de comité, et finalement publié malgré un avis défavorable d'au moins l'un des membres du nouveau comité,.
Certains militants pédophiles arguent que l'enfant a une sexualité innée depuis sa prime enfance. Ils contestent notamment la pertinence des notions de majorité sexuelle en se référant aux travaux de plusieurs chercheurs, comme Alfred Kinsey, Floyd Martinson, Alayne Yates ou William Masters, qui montrent des exemples de réponses sexuelles, masturbations et jeux sexuels avec d'autres jeunes enfants. Toutefois, Alfred Kinsey fut une personnalité controversée et beaucoup de psychologues influents de son époque, comme Abraham Maslow, étaient très critiques vis-à-vis de sa méthodologie. L'institut Kinsey a fini par reconnaître que les éléments des rapports Kinsey décrivant la capacité sexuelle des enfants venaient tous d'une même personne, et que cet homme utilisé comme source par Kinsey abusait sans aucun doute sexuellement les enfants dont il prétendait décrire les réactions. Les pédérastes et éphébophiles de la mouvance sont dans leur ensemble opposés aux lois sur le consentement. Certains d'entre eux semblent distinguer entre les actes commis à l'encontre de pré-pubères et ceux commis à l'encontre d'individus pubères mais n'ayant pas atteint l'âge (légal) de la majorité sexuelle. Ce point de vue ne tient pas compte de la question de la maturité minimale nécessaire pour mesurer pleinement les conséquences de ses actions, question classique pour n'importe quel domaine concernant le consentement au regard de la maturité des mineurs (droit de vote, permis de conduire, etc.). Dans beaucoup de pays, l'âge de la majorité sexuelle d'une part, et de la nubilité d'autre part (c'est-à-dire de l'âge légal pour se marier) est plus élevé que l'âge de la puberté (voir cependant les cas de mariages forcés ou de mariage d'enfant). Si un adolescent entretient des relations sexuelles avec un adulte entre ces deux âges, ce dernier peut être considéré comme un agresseur sexuel.
En 1998, Frans Gieles, membre du groupe NSVH proposait quatre « règles éthiques » à suivre lors d'une relation adulte-enfants. À la même époque, des principes équivalents étaient proposés par d'autres groupes ou personnalités, donnant lieu plus récemment à une synthèse par le groupe MARTJIN sous la forme suivante :
- « consentement » de l'enfant et de l'adulte ;
- « ouverture » envers les parents de l'enfant ;
- « liberté » pour l'enfant de cesser la relation à tout moment ;
- « harmonie » avec le développement de l'enfant.

Les objections le plus souvent avancées à ce « code éthique » sont les suivantes : l'enfant, ou l'adolescent(e), n'est pas suffisamment mûr(e) pour accorder son consentement éclairé (règle de base de n'importe quelle relation contractuelle), et n'a pas non plus la « liberté » de faire cesser une relation abusive. En effet, il pourrait très facilement être contraint à engager et/ou à maintenir la relation contre sa volonté, le pédophile pouvant user de manipulation ou de force. Par ailleurs, la quasi-totalité des psychologues de l'enfance affirment qu'une relation sexuelle entre un adulte et un enfant ne peut se faire en harmonie avec un développement normal de celui-ci.

## Réactions dans l'opinion publique et affaires criminelles
Les membres de la mouvance contemporaine affirment qu'ils n'approuvent pas l'abus d'enfants ni les activités illégales : l'opinion publique sur ce point est sceptique. Ce scepticisme a été renforcé par des incidents rendus publics impliquant des membres et des groupes associés au mouvement dans des affaires d'abus sexuel, ainsi que par les similitudes entre le discours de la mouvance et celui des abuseurs sexuels cherchant à justifier leurs actes,.
Les mouvances pro-pédophiles ont suscité une forte opposition et leur progression sociale et politique est restée très limitée. Presque tous les gouvernements nationaux se conforment aux protocoles des Nations unies pour définir les lois sur la majorité sexuelle et sur la criminalisation de la pornographie enfantine. Cette dernière a fait l'objet d'un traité aux Nations unies, signé par près de 130 pays entre 2000 et 2004. Quant à la convention des Nations unies sur l'âge de consentement (1962), elle fait force de loi un peu partout depuis 1990.
Des militants pour la prévention de l'abus sexuel, des professionnels de la loi et des journalistes notent que les proclamations de la mouvance quant à sa désapprobation de l'abus sexuel n'ont pas toujours été suivies dans les faits. Les membres de la mouvance répondent souvent que les abuseurs n'appartiennent pas au mouvement, ou que le mouvement aurait pu les aider à ne pas franchir la ligne jaune. Les observateurs estiment dans leur majorité que les promoteurs d'un amour et d'une sexualité inoffensive entre adultes et enfants n'agissent pas toujours comme ils le prétendent, en citant ces arrestations comme preuves.
Beaucoup de ces incidents impliquent l'association NAMBLA, l'organisation la plus connue de la mouvance. Certains affirment que ces arrestations sont limitées à cette association et ne sont pas représentatives du mouvement global. Pour la plupart des observateurs, ces incidents sont révélateurs de la face réelle de la mouvance et symbolisent les problèmes posés par ses objectifs.
Quelques exemples d'affaires récentes aux États-Unis :
- Le révérend P.S., un prêtre accusé d'avoir abusé des enfants dès 6 ans pendant une période de 30 ans, aurait participé aux premiers travaux et actes militants du mouvement à ses débuts, d'après le journal Boston Globe[211].
- C.J., également soupçonné d'appartenir à NAMBLA, fut condamné pour le viol et le meurtre d'un enfant de 10 ans. Les parents de l'enfant ont poursuivi NAMBLA et ses responsables en affirmant que C.J. aurait écrit dans son journal personnel que sa participation à NAMBLA et les lectures des publications de l'association l'auraient aidé à dépasser ses inhibitions vis-à-vis du sexe avec les jeunes garçons[212].
- J.D.S., un homme condamné à San Francisco pour avoir agressé un garçon de 11 ans lors d'un baby-sitting, a rencontré un enquêteur anonyme en tant que membre de NAMBLA. D'après l'enquêteur, l'homme utilisait ses contacts auprès de NAMBLA pour échanger de la pornographie enfantine et avoir des relations sexuelles avec des enfants[213].
- J.T. fut condamné pour agression sexuelle sur un enfant en 1989 puis libéré sur parole en 1992 avec la condition de ne pas posséder de pornographie enfantine. Après avoir déménagé sans informer les autorités de sa nouvelle adresse, il fut retrouvé à la suite d'une émission télévisée américaine sur la recherche de criminels (America's Most Wanted). Il fut arrêté et condamné pour pornographie enfantine. Lors du procès, la cour a déclaré que J.T. était membre de NAMBLA, que l'association aidait un orphelinat en Thaïlande où des enfants étaient abusés, et que J.T. et d'autres personnes y voyageaient pour rencontrer de jeunes garçons. Les preuves apportées étaient des photographies fournies par les autorités thaïlandaises, montrant J.T. en compagnie de jeunes garçons thaïs assis sur lui[214].
- J.C.P., un New-Yorkais ayant affirmé à la police, d'après les archives judiciaires, être membre de NAMBLA, a été arrêté en 2000 et condamné en 2001 pour avoir pratiqué la sodomie sur un jeune garçon[215].

La publicité faite autour de ces incidents, ajoutée à la profonde opposition de l'opinion publique aux idées de la mouvance, ont mené à une grande controverse autour des activités et des membres de l'association. Beaucoup de ses membres ont pris leurs distances avec la NAMBLA et ses idées à cause de ces controverses et des crimes sus-cités.

## Jugements du corps médical
La littérature médicale actuelle est très documentée sur le sujet des graves et profonds dommages psychologiques qu'occasionnent aux enfants les abus sexuels dont ils font l'objet. Les pédophiles militants citent quant à eux plusieurs articles scientifiques controversés pour appuyer leurs dires. Aujourd'hui, le corps médical est très largement en désaccord avec les affirmations des pédophiles quant au fait que les relations sexuelles entre adultes et enfants ne seraient pas nocives pour ces derniers ; aucune étude sur des résultats allant dans le sens des idées pro-pédophiles n'a été acceptée par la communauté scientifique.
Le psychiatre et expert judiciaire français Michel Dubec déclare : « Tous les pédophiles revendiquent leur amour des enfants et parlent de « nouvel amour ». Mais pour eux, ça va de soi, aimer c'est baiser. (...) Ces grands « intellos » rationalisant la pédophilie prônent une recherche pour une « enfance différente », totalement émancipée. Mais ils ne disent pas que cette émancipation est d'abord la leur, celle qui leur permet de s'affranchir des interdits et de séduire les enfants. Ils prétendent nous faire découvrir un vrai savoir, avec des affirmations du genre « La sexualité puérile est encore un continent interdit, aux découvreurs du XXIe siècle d'en aborder les rivages » (ainsi que l'écrivait Gai Pied hebdo du 31 janvier 1991). Tant de puérilité dans le raisonnement devient désarmante. Une chose est pour un enfant de rêver en se livrant à des jeux sexuels avec soi-même ou avec ceux de son âge, autre chose est d'être confronté au réel de la jouissance orgastique de l'adulte. Jouissance à laquelle lui, l'enfant, n'est pas encore en mesure d'accéder et qui peut le plonger dans des émois qu'il ne pourra gérer psychiquement ».
Le psychiatre français Bernard Cordier, membre dans les années 1990 du groupe de travail interministériel santé-justice sur le traitement des délinquants sexuels, distingue une catégorie spécifique de pédophiles, à savoir « les prosélytes, qui invoquent des arguments pseudo-culturels et militent pour la dépénalisation de la pédophilie au nom du droit des enfants consentants au plaisir ». Il précise, concernant le cas de Gabriel Matzneff et des écrits complaisants en général : « Je ne dis pas que [le type d'écrits comparables à ceux de Gabriel Matzneff] sème la pédophilie. Mais il la cautionne et facilite le passage du fantasme à l'acte chez des pédophiles latents. Ces écrits rassurent et encouragent ceux qui souffrent de leur préférence sexuelle, en leur suggérant qu'ils ne sont pas les seuls de leur espèce. D'ailleurs, les pédophiles sont très attentifs aux réactions de la société française à l'égard du cas Matzneff. Les intellectuels complaisants leur fournissent un alibi et des arguments : si des gens éclairés défendent cet écrivain, n'est-ce pas la preuve que les adversaires des pédophiles sont des coincés, menant des combats d'arrière-garde ? Ils veulent croire et prétendre que la société libérera un jour la pédophilie, comme elle l'a fait pour l'homosexualité, au nom de la défense des différences. Rien n'est plus faux ! Dès qu'il y a un enfant et un adulte, il y a un abuseur et un abusé. Cela n'a rien à voir avec une relation entre deux êtres véritablement consentants ».
Le psychanalyste français Pierre Lassus, directeur de l'Union française pour le sauvetage de l'enfance, déclare pour sa part : « Je ne supporte pas qu'un petit cercle de mondains défende cette pose du pédophile esthète. Leur défense est la perversion même : selon l'inversion bien connue du discours, la victime devient le bourreau ».
William E. Prendergast, psychologue clinicien américain, juge « ridicules » les discours pro-pédophiles sur les bienfaits de la sexualité adultes-enfants, et considère que les groupes soutenant ces vues ont pour finalité de fournir des justifications aux abuseurs sexuels.

## Symboles utilisés par les groupes pédophiles militants

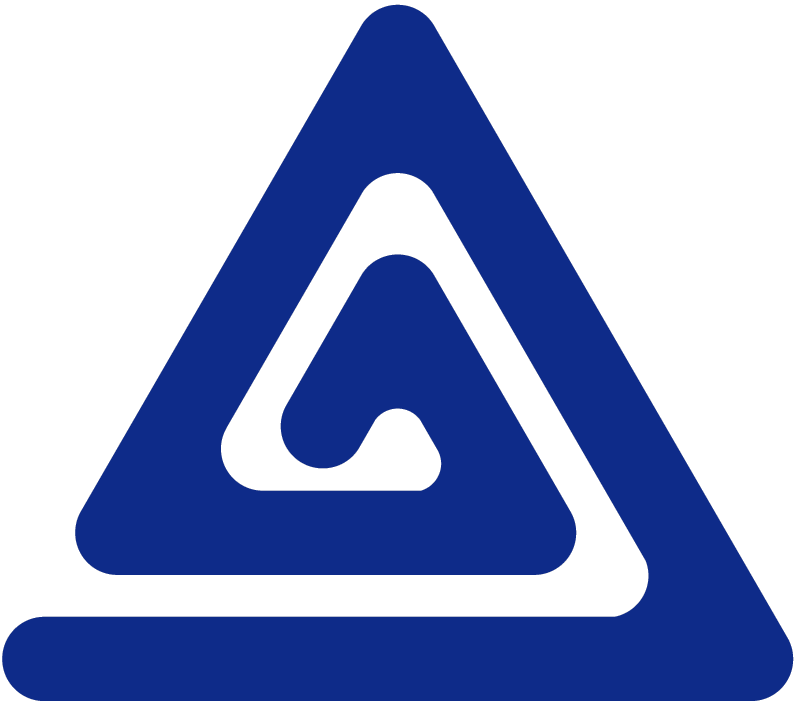
Triangle spiralé de couleur bleu utilisé par les BoyLovers.

En 2007, WikiLeaks a publié un document interne du FBI indiquant les symboles de reconnaissance utilisé par les différents groupes de militants pédophiles. On y voit entre autres un triangle spiralé de couleur bleu utilisé par les BoyLovers (pédophiles attirés par les garçons) et nommé BLogo, censé représenter la relation entre l'adulte (triangle extérieur) et l'enfant (triangle intérieur). Divers pendentifs, bijoux et médailles ont été frappés avec ce logo. Quant aux pédophiles attirés par les filles (GirlLovers), ils utilisent un logo proche du premier, une spirale en forme de cœur de couleur rose.

#### Articles
Articles directement liés à l'histoire du militantisme pédophile :
- Jean Bérard, « De la libération des enfants à la violence des pédophiles. La sexualité des mineurs dans les discours politiques des années 1970 » revue numérique Genre, sexualité et société N° 11, 2014. [lire en ligne] sur le site gss.revue.org.
- Anne-Claude Ambroise-Rendu, « Le pédophile, le juge et le journaliste », dans L'Histoire no 296, p. 62 à 67, mars 2005.
- Anne-Claude Ambroise-Rendu, Un siècle de pédophilie dans la presse (1880-2000), Le Temps des médias no 1, 2003
- Paul Benkimoun et Sandrine Blanchard, « Que reste-t-il de la révolution sexuelle de Mai 68 ? »(Archive.org • Wikiwix • Archive.is • Google • Que faire ?), dans Le Monde, 1er mars 2001.
- Camilla, « Féminisme et Pédophilie », dans L'Espoir no 17, CRIES, mars-avril 1985.
- Chris de Bode, « Sur la ligne jeune », dans Libération, 8 juillet 2006.
- Edward Brongersma, « Le mouvement pédophile chez nos voisins du Nord », dans L'Espoir no 6, juin-juillet 1983.
- Edward Brongersma, « Au Pays de la Tolérance », dans L'Espoir no 15, septembre-décembre 1984.
- Sorj Chalandon, «Libé» en écho d'un vertige commun., Libération, 23 février 2001
- Choub, « La petite différence et sa grande conséquence », dans L'Étincelle no 114, LCR, février 1981.
- Claude Courouve, , Notes contre la pédophilie et sur les seuils de consentement.
- Roger-Pol Droit, « De la subversion par la sexualité à la reconnaissance des droits de l'enfant », dans Le Monde, 1er mars 2001.
- Serge Duraz, « Le Mouvement pédophile à l'étranger », dans Le Petit Gredin, GRED, 1981.
- Tony Duvert interviewé par Guy Hocquenghem et Marc Violine, « Non à l'enfant poupée », dans Libération, 10 avril 1979.
- (en) Russ Flanagan, « 'I'm tired of being forced into the shadows by society' », dans l'Express-Times, 22 février 2004.
- Geneviève Fraisse, « L’histoire continue », dans L'Humanité, 24 février 2001.
- FRED (Front d'action et de recherche pour une enfance différente), « Un texte du FRED », dans Homosexualité et Pédophilie, Comités communistes pour l'autogestion, p. 25-34, 1978.
- Gilbert, « Quelqu'un qui est un enfant », Le petit gredin no 0, GRED, 1981.
- Adrien Gilesse, « L'enfance des mots », dans Gai Pied Hebdo no 502, 9 janvier 1992.
- Jean-Claude Guillebaud, « Droit d'inventaire : trois remarques », dans L'Humanité, 24 février 2001.
- Stéphanie Marteau, « Horreur politique : un parti pédophile », Le Figaro Magazine, 24 juin 2006.
- Gabriel Matzneff, « L'amour est-il un crime ? », dans Le Monde, 7-8 novembre 1976.
- François Michaël, « Une enquête sur la presse pédophile », dans Gai Pied Hebdo, no 230/231 et 232, août 1986.
- (en) Jan Schuijer, « Tolerance at arm's length: The Dutch experience », dans le Journal of Homosexuality, vol. 20, 1990.
- (en) Onell R. Soto, « FBI targets pedophilia advocates », dans le San Diego Union-Tribune, 18 février 2005.
- Jean-Pierre Stroobants, « Remous autour de la création d'un parti pro-pédophilie », dans Le Monde, 3 juin 2006.
- Françoise Van De Moortel, « Les réseaux pédo-criminels avant l'affaire Dutroux », conférence « L'organisation pédo-criminelle », 20 octobre 2000.

Autres articles utilisés comme références :
- Gilles Balbastre, « Les faits divers, ou le tribunal implacable des médias », dans Le Monde diplomatique, décembre 2004.
- Cécile Besson, « États-Unis : un enfant de onze ans derrière les barreaux », dans L'Humanité, 10 novembre 1999.
- Anne Chemin, « Des enseignants victimes de la « pédofolie » », dans Le Monde, 8 février 2006.
- Claudia Courtois, « L'ex-directeur du CAPC-Bordeaux mis en examen pour une exposition », dans Le Monde, 19-20 novembre 2006.
- S. J. Dallam, Science or Propaganda? An examination of Rind, Tromovitch & Bauserman (1998) », Journal of Child Sexual Abuse, 2002
- Denis Duclos, « L'enfance, une espèce en danger ? », dans Le Monde Diplomatique, janvier 1997.
- Denis Duclos, « La globalisation va-t-elle unifier le monde ? », dans Le Monde Diplomatique, août 2001.
- Serge July, « Les outrages de Libération », dans Libération, 1er mars 1979.
- Samuel Lepastier, « L'inconscient, le grand absent », dans Le Monde, 8 février 2006.
- Jade Lindgaard, « Zéro de conduite », dans Les Inrockuptibles no 285, avril 2001.
- Hugo Marsan, « La cérémonie des aveux », dans Le Monde, 26 mai 1993.
- (en) Bryce Nelson, « Etan Patz case puts new focus on a sexuel disorder, pédophilia », dans le New York Times, 4 janvier 1983.
- Robert Solé, « Le tribunal médiatique », dans Le Monde, 26 février 2006.

#### Documents officiels
- (en) Parliamentary Joint Committee on the National Crime Authority, Organised Criminal Paedophile Activity, Parlement australien, novembre 1995.

#### Ressources en ligne
- Quelques pétitions ou lettres ouvertes sur le site Dignaction.
- « Mais qui a vraiment besoin de Libération ? », Bureau audiovisuel francophone, 25 novembre 2005.
- « Gauche: L’imMonde relativisme ou quand la protection de l’enfance était “fasciste” », Bureau audiovisuel francophone, 18 janvier 2006.